# 畿内・近国の戦国時代
畿内・近国の戦国時代（きない・きんごくのせんごくじだい）では、畿内とその近国、おおよそ現在の近畿地方の室町時代後期、戦国時代について記す。
戦国時代の区分については諸説あるが、この項では狭義の戦国時代の始まりとされる明応の政変が起きた明応2年（1493年）から、戦国時代の下限とされる天正元年（1573年）までを戦国時代として扱う。

## 概要
| 永禄年間の京都の様子。狩野永徳作、『上杉本洛中洛外図屏風』より。 |  | 永禄年間の京都の様子。狩野永徳作、『上杉本洛中洛外図屏風』より。 |
| 永禄年間の京都の様子。狩野永徳作、『上杉本洛中洛外図屏風』より。 |  |                                                                  |

戦国期の畿内は天皇の許、足利将軍家が統治し管領の細川氏が将軍家を輔弼する首都・京都を擁する山城、守護不設置ながら興福寺が実質的に守護を担う大和、天文期に本願寺が大坂に本山を据えることになる摂津、国際貿易港・堺を要する和泉、三管領家の一つである畠山氏が守護を務める河内からなり、これらの5ヵ国は天下と総称されていた。またその周辺の朝廷、公家の荘園が多く存在した丹波、六角氏が支配し足利将軍が戦乱を逃れて度々滞在することになる近江などの近国についてもここに記述する。
戦国期の畿内・近国の政治情勢は、明応～永正期の足利義稙と足利義澄による二人の将軍の対立の地方への波及、永禄年間の三好氏と将軍の争いが地方に新たな政治機軸を創出させる等、畿内・近国のみならず日本列島各地の政治動向にも影響を与えた。一方で地方の戦国大名達も上位権力の承認を受けずに自らの支配の正当性を確立することは困難であり、京都の朝廷や幕府との結びつきを必要としていた。また楊弓会事件のように京都が地方の大名の政治抗争の場になるなど、畿内・近国の戦国時代は戦国期日本列島史において重要な位置を占めている。

## 研究史

文亀元年（1501年）頃の丹後国・府中の光景。雪舟作、『天橋立図』より。

戦後、戦国史の研究では地方の戦国大名研究が活発に行われる中、畿内戦国史の研究は低調な状況にあった。だが1970～1980年代にかけての今谷明の研究を起点とし、今谷の研究を克服しながら畿内戦国史研究は進展していった。戦国史研究では、応仁・文明の乱によって室町幕府が崩壊したとする認識が戦後も大勢を占めていたが、今谷の研究により幕府は乱後も畿内に一定の権力基盤を有するという見通しが示された。その今谷も、明応の政変以降の幕府は細川京兆家の傀儡に過ぎないとしていたが、研究の進展とともに、明応の政変以降も幕府は一定の権力を有していたことが明らかにされていった。また今谷の研究も含め、畿内戦国史に関する研究は、室町幕府よりも細川政権に論点の重心が置かれていると批判されていたが、21世紀以降、畠山氏や六角氏などの大名等も含めた歴史像の構築が進められている。
戦国期の天皇・朝廷についても幕府・将軍と同様に権威だけの存在とされ、天皇・朝廷の持つ権力に関する研究はあまり行われていなかった。しかし、これについても1990年代以降、天皇を含め戦国期の朝廷・公家研究が活発になっている。
また畿内・近国の戦国史研究は、首都・京都や寺内町などの都市や惣村などの村落史、民衆史の研究が進んでいるのも特徴である。これら畿内戦国史の研究を支え、推し進めているのが現代まで残された豊富な文書群である。
御所の女官たちが書き継いだ『御湯殿上日記』や、京都の貴族たちが記した日記の他、関白・九条政基による、4年に及ぶ和泉国日根野荘での荘園経営の備忘録『政基公旅引付』も貴重な資料である。在地の民衆レベルでも、中世惣村研究史上最重要の資料群である『菅浦文書』や、丹波国山国荘の中近世文書なども、中世後期村落研究の重要史料として研究に活用されている。このように畿内・近国では村人自身が作成した文書・帳簿なども含め惣村文書・村落文書が豊富に残され、また荘園領主による村落関係資料も豊富である。
権門においても、奈良・興福寺の塔頭・多聞院で書き継がれた『多聞院日記』を始め、本願寺第10世宗主・証如による『天文日記』や、同じく本願寺の僧・実従による『私心記』などがある。『私心記』には、天文元年（1532年）に勃発した山科本願寺の戦いについての記載があり、中世においては稀な合戦の敗者の側による日記記録として注目されている。この他、興福寺大乗院門跡・尋尊によるとされる明応2年（1493年）の幕府による河内親征の際の陣立て図『明応二年御陣図』も、中世後期の河内国を描いた貴重な絵図資料である。

## 明応・文亀年間

### 概説

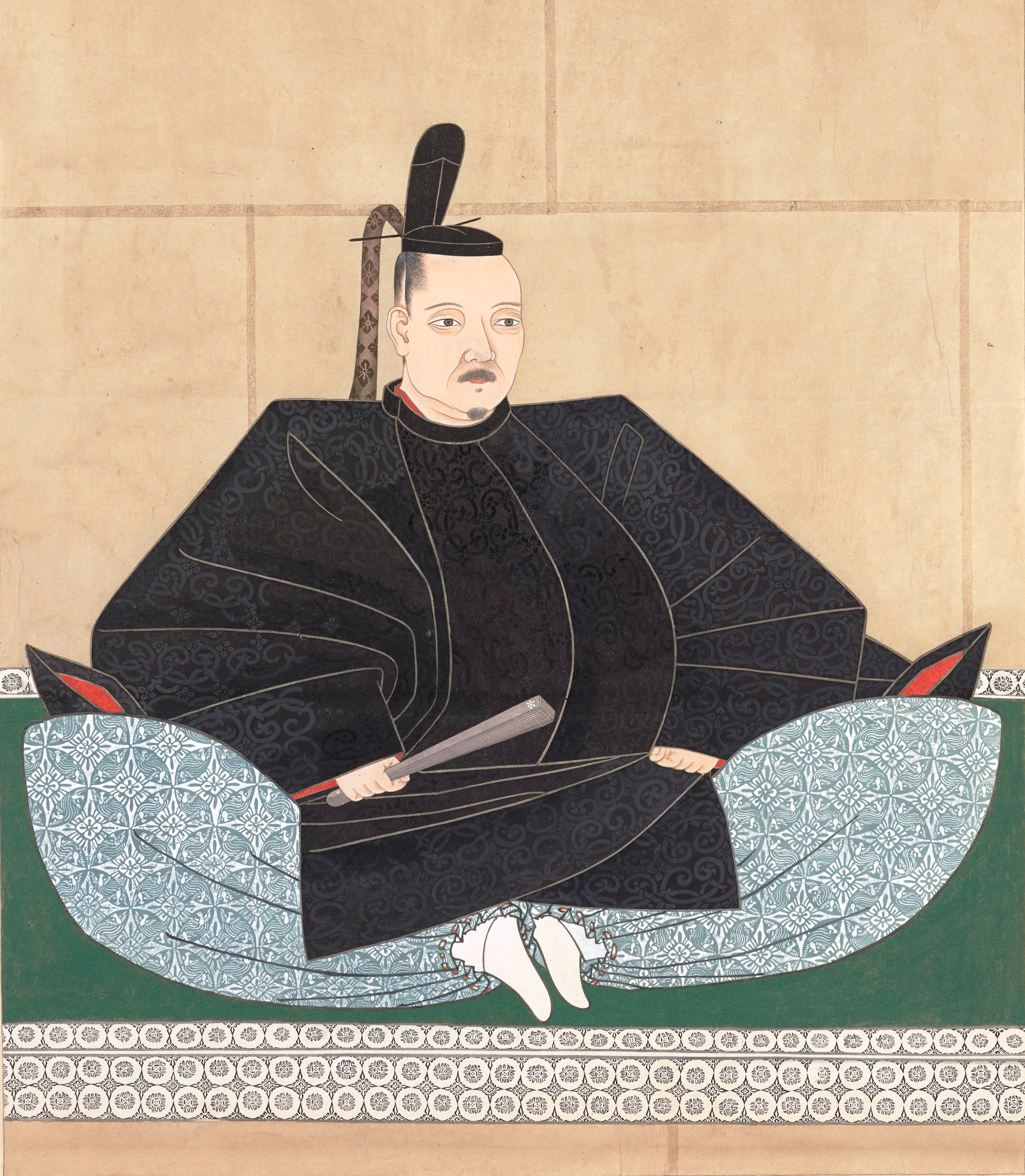
足利義材

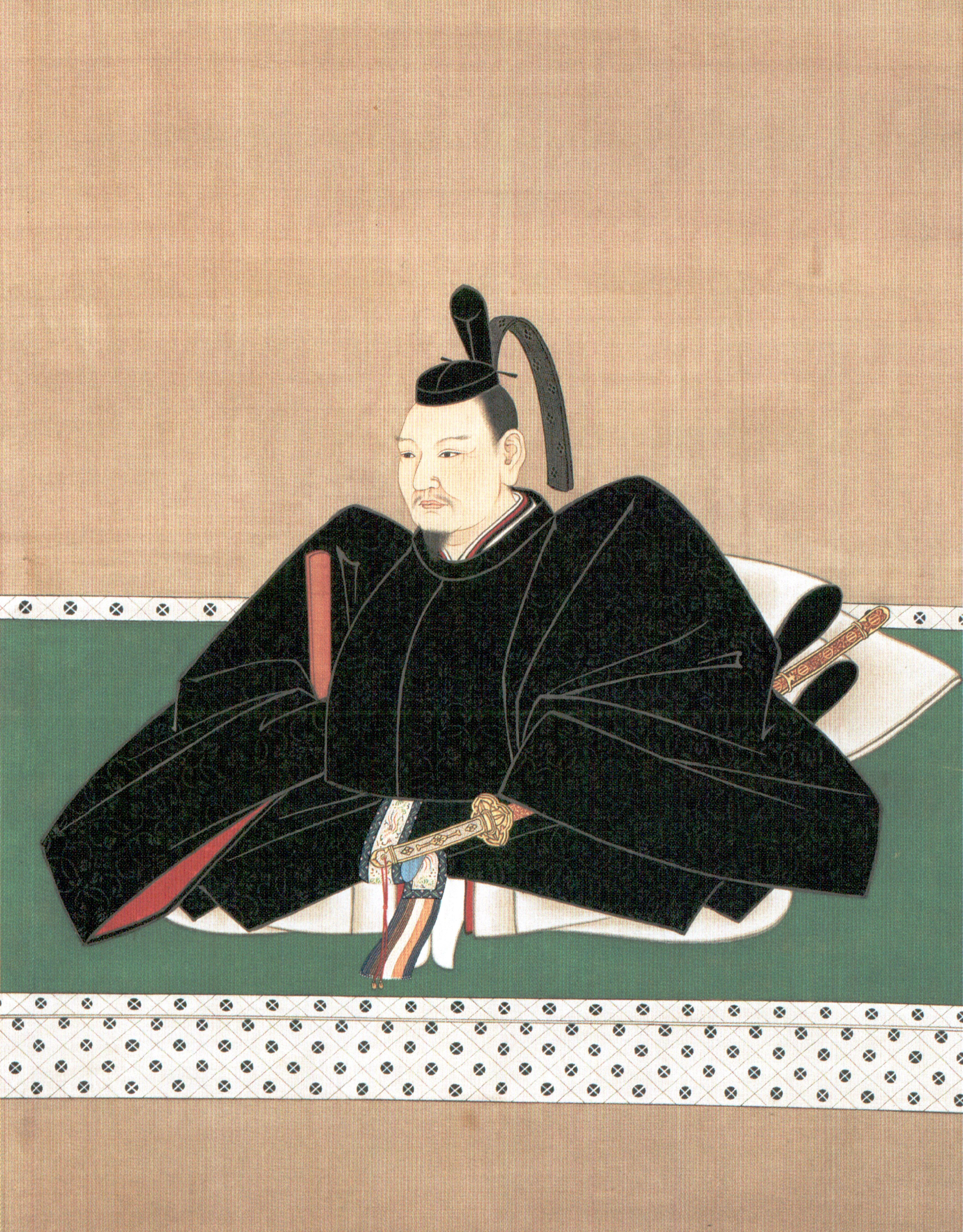
細川政元

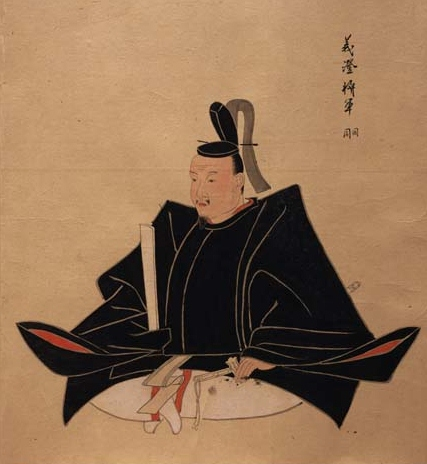
足利義澄

明応2年（1493年）2月、足利義材（義尹、義稙）は畠山基家討伐のために河内に親征を行った。守護大名らもこれに参加したが、各守護達にとって河内親征は畠山氏の内紛に過ぎず、前年の近江親征に続いての軍事行動は厭戦気分を招いた。
4月、管領・細川政元は日野富子や伊勢貞宗・伊勢貞陸と示し合わせて足利義材不在の京都でクーデターを起こした。政元らは義材を廃し新たに14歳の足利義澄（香厳院清晃）を将軍に擁立した（明応の政変）。政変を起こした動機について政元は、六角征伐・河内征伐のいずれも政元は反対したにも拘らず義材が強行した上に、政元自身をも討伐する意向を示したためと語っている。京都でクーデターが実行されると、河内に在陣していた守護達は各自撤退し幕府軍は瓦解した。
政元は河内に軍勢を派遣し、畠山政長を自害に追い込み義材を龍安寺に幽閉した。政元は義材を讃岐に配流させようとしたが、義材は畠山氏の守護管国の一つ越中に逃亡し、以後義稙系、義澄系に分かれて政権の座を争う状況が続くことになった。この抗争は地方にも波及し、各地方における抗争の中から戦国大名が生まれていったと考えられており、明応の政変は戦国時代の重要な政治的転機とされている。
その後、京都の中央政権では政所執事兼山城守護の伊勢貞陸が山城の一円知行を目指し、興福寺衆徒・古市澄胤を南山城二郡の守護代に任じて山城国一揆の弾圧に乗り出した。一揆を構成する国人達の中には細川氏と被官関係を結んでいる者もいたが、義材派の反撃が予想される中で同盟者である伊勢氏との対立を忌避した政元は一揆勢を救援せず、山城国一揆は崩壊した。明応4年（1495年）11月、畠山義豊（基家改め）の重臣である遊佐弥六が南山城に進出すると、これを敵視した政元は翌明応5年（1496年）8月、配下の赤沢朝経を山城に侵攻させ弥六を撤兵させた。翌明応6年（1496年）、政長の息子である畠山尚順が挙兵すると、これに危機感を抱いた政元と貞陸が歩み寄り、南山城三郡の守護代を朝経が、北山城五郡の守護代を政元の重臣である香西元長が務め、守護伊勢氏を細川氏の軍事力が支えるという体制が確立された。
北陸に逃れた義材は再上洛を目指したが、内衆の中では和睦上洛派と武力上洛派とで路線対立が存在していた。明応7年（1498年）春、義材は畿内に使者を派遣し帰洛交渉を行ったが不調に終わり、武力により上洛を目指すことで意見が一致した。明応8年（1499年）、義尹（義材改め）は朝倉貞景らの助力を得て上洛作戦を実行に移した。南方では尚順が紀伊から河内に進出。義尹も貞景とともに近江まで南下し京都に迫ったが11月、六角高頼が義尹軍に勝利し敗れた義尹は周防に逃亡した。12月には尚順も政元勢に敗れ紀伊に逃れた。
同性愛者で子供のいない政元には後継者がいなかった。そこで文亀2年（1502年）、九条政基の子を養子とした（細川澄之）。しかし阿波の内衆から異論が出されたため、阿波守護・細川義春の子、細川澄元も養子に迎えた。こうして政元は二人の後継者を抱えることになった。
文亀元年（1501年）3月、政基は九条家の荘園の一つ、和泉・日根荘に下向した。戦国期、公家の荘園が在地領主に横領されるなか「家門御下向」として荘園領主自らが荘園支配に乗り出すことがあり、政基も日根荘で直務にあたることになった。公家である政基は自前の軍事力を保持していなかったが、そんな中でも4年弱に亘って荘園経営を行い、永正元年（1504年）12月帰洛した。

### 年表
明応2年（1493年）
- 2月15日 足利義材、畠山義豊討伐のため畠山政長らを率いて河内に出陣[42]。
- 3月20日 細川政元方、大和国人衆に新将軍として香厳院清晃（足利義澄）の擁立を伝達する[43]。
- 3月26日 高屋城西方で幕府方と義豊方が交戦。激戦になる[44]。
- 3月 明応度遣明船、和泉国堺から出港する[45]。
- 4月22日 明応の政変起こる。細川政元、義材を廃し足利義澄を擁立。
- 閏4月7日 政元、政長追討のため河内に上原元秀、安富元家を派遣[46]。
- 閏4月25日 政元勢、政長方を攻撃。政長、正覚寺で自害。政長の子畠山尚順、紀伊に逃れる。
- 5月2日 義材、龍安寺に幽閉される[47]。
- 5月6日 日野富子、義材の毒殺を企てる[47]。
- 5月18日 政元、義材を上原元秀邸へ移す[48]。
- 6月29日 義材、上原元秀邸から脱出し越中放生津に移座[49](放生津幕府)。
- 7月 但馬守護・山名政豊と嫡男の致豊が合戦[50]。
- 9月7日 畠山義豊、義材在国の越中国に出兵し敗北する[51]。
- 9月11日 古市澄胤、山城国衆が拠る稲八妻城を攻略[52][53]。
- 9月22日 京極高清、美濃斎藤氏の後援により近江に復帰[54]。
- 10月4日 義豊、和泉上守護・細川元有と和泉下守護・細川基経、高野勢が紀伊に出兵する[55]。
- 11月17日 横川景三死去[56]。
- 11月 近江で徳政一揆が起こる[57]。

明応3年（1494年）
- 3月6日 六角高頼、美濃守護・土岐政房より迎え入れていた養子の美濃法師を毒殺[58]。
- 5月7日 京都・大和で地震。
- 7月14日 祇園会再興の託宣が下る[59]。
- 7月 洛中下京で大火。66町余りが被災[60]。
- 10月 近江守護の山内就綱、六角高頼と合戦し撃破[61]。
- 12月9日 就綱と山門、高頼と再度合戦し敗れる[62]。
- 12月27日 足利義澄、征夷大将軍に宣下。

明応4年（1495年）
- 3月16日 畠山義豊、河内から紀伊に出兵[63]。

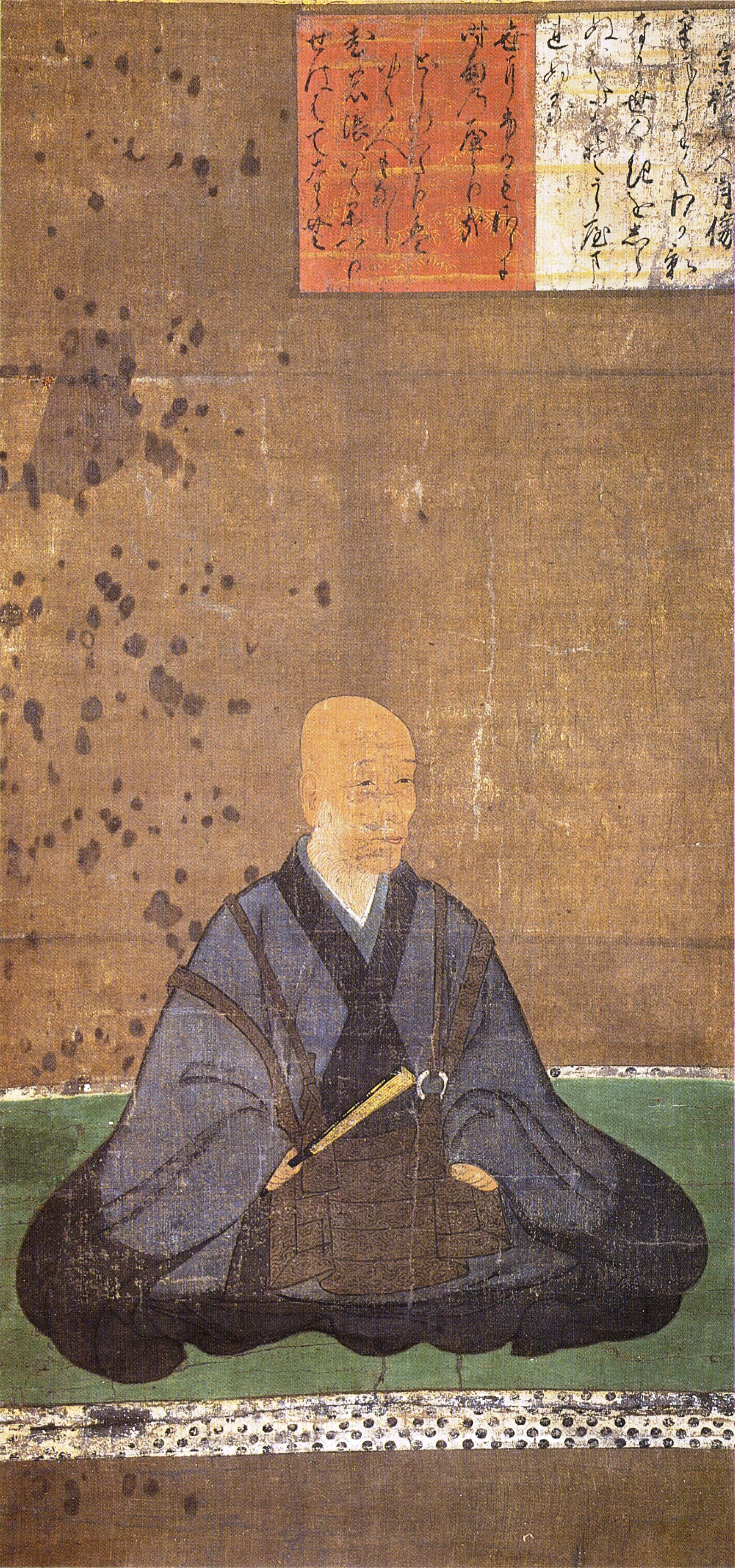
宗祇

- 6月 宗祇、「新撰菟玖波集」の編纂を始める[64]。
- 7月11日 義豊、紀伊への侵攻が失敗に終わり河内に退却する[63]。
- 8月15日 陸奥の結城政朝、700人規模で上洛[65][66]。
- 9月26日 「新撰菟玖波集」成立[67][68]。
- 10月28日 細川政元、叛乱の鎮圧のため四国に下向[69]。
- 10月 和泉上守護・細川元有と和泉下守護・細川基経、政元方から離反し畠山尚順方に転じる[70]。
- 10月 京都で土一揆発生。
- 11月21日 政元、四国より帰洛する[71]。
- 11月22日 大和・長谷寺が焼亡[72]。
- 11月 遊佐弥六、南山城に進出[73]。

明応5年（1496年）
- 4月25日 播磨・備前・美作守護・赤松政則死去。
- 5月5日 京都で印地打ちが行われ、多くの死傷者が出る[74]。
- 5月12月 六角高頼、美濃・斎藤氏と合戦（船田合戦）[75]。
- 5月20日 日野富子没。

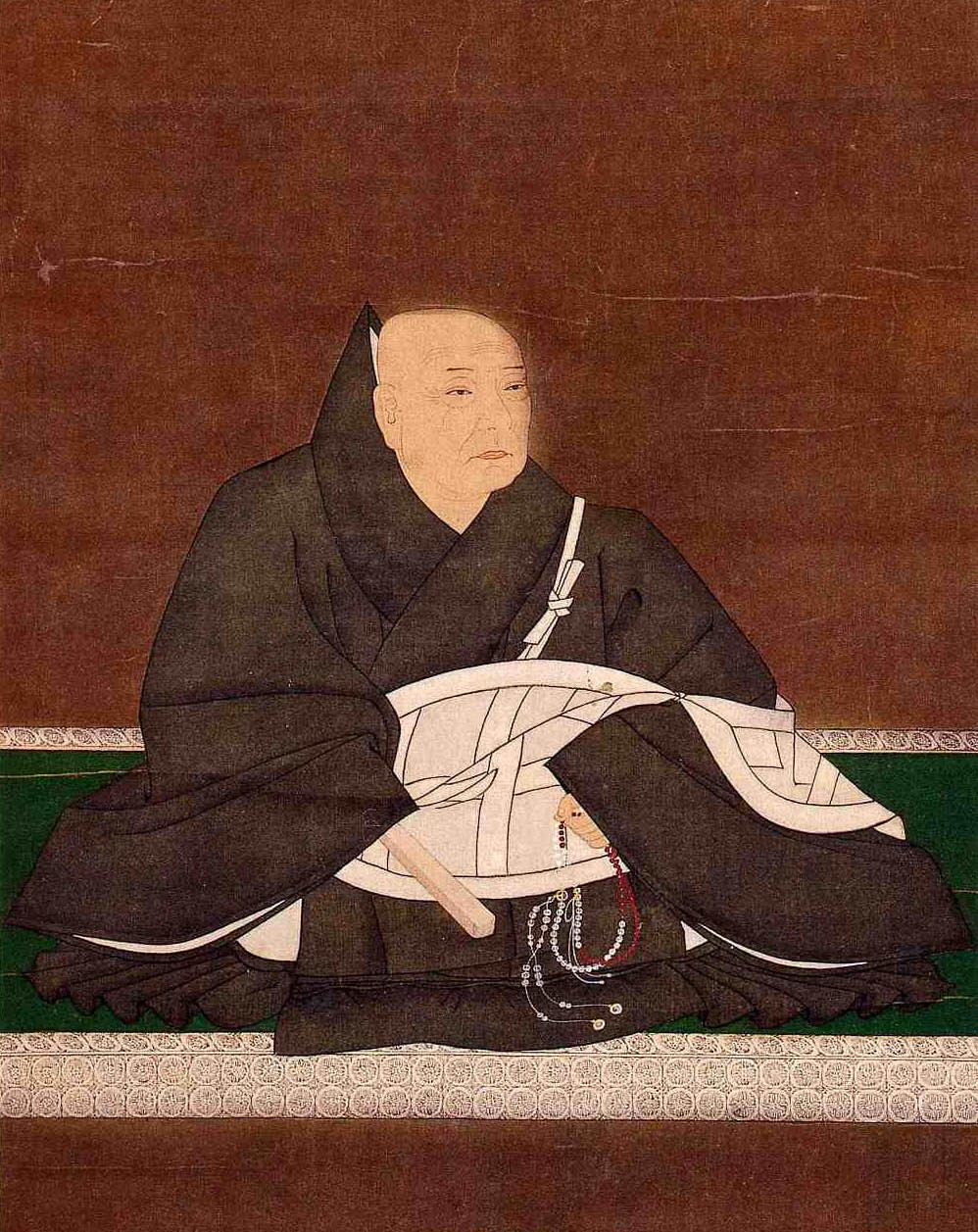
蓮如

- 8月 赤沢朝経、山城に侵攻[73]。
- 9月 蓮如、大坂御坊建立。
- 9月 足利義澄、加賀国人一揆に足利義材の上洛の妨害を指示[76]。
- 10月 弥六、南山城から撤兵[73]。
- 12月13日 近江で樋口合戦。京極高清、敗北し牢人する[77][78]。

明応6年（1497年）
- 4月28日 細川政元被官の香西元長、堺を放火する[79]。
- 4月 幕府、銭納方の条規を定める。
- 6‐7月 義就流畠山氏内衆の遊佐氏と誉田氏が対立し、内紛を起こす[80]。
- 9月 畠山尚順、河内守護・畠山義豊打倒を目的に紀伊で挙兵し和泉・河内に侵攻[81][70][82]。
- 10月9日 尚順、河内・高屋城を攻撃。義豊没落。尚順、和泉・河内・大和を「一時平均」する[83][70]。

明応7年（1498年）
- 5月29日 丹波で国人一揆。守護・一色義秀攻められ自害[84][85]。
- 6月11日 近畿・東海で地震が起こる[86]。
- 8月25日 明応地震発生。紀伊・伊勢、津波に見舞われる[87]。
- 8月 明応度遣明船、和泉国堺に帰港する[88]。
- 9月2日 足利義尹（義材改め）、越前の朝倉貞景を頼る[89][84]。
- 9月 義尹、大内義興に周防下向の意志を伝達[90]。
- 11月 義興、義尹の周防下向への対応のため出陣先の豊前から撤退[90]。
- 11月 乙訓で惣国一揆起こる。

明応8年（1499年）
- 1月30日 河内十七箇所で畠山尚順と畠山義豊が合戦。敗れた義豊が自害する[81][82]。
- 3月25日 蓮如没。
- 5月 京都、洪水に見舞われる[57]。
- 6月26日 龍安寺・方丈庭園完成[91]。
- 7月11日 延暦寺僧徒が足利義尹に呼応し出陣。細川政元、反撃し根本中堂炎上(比叡山焼き討ち)。
- 7月18日 京極高清、近江に復帰[77][78]。
- 7月20日 足利義尹・朝倉貞景、上洛のため軍を起こす[92]。
- 9月 細川政元、尚順と河内で合戦。
- 10月11日～22日 政元、摂津国・茨木で大規模な鷹狩を行う[93]。
- 11月22日 六角高頼、坂本まで南下の義尹を攻撃。義尹敗走し周防の大内義興を頼る。
- 12月18日 古市澄胤の先導により、赤沢朝経が大和に侵攻[94]。
- 12月20日 政元と義尹派の尚順が摂津・天王寺で合戦。尚順、敗れて紀伊に逃亡[82]。
- 12月30日 義尹、周防・山口に到着[95]。

明応9年（1500年）
- 3月5日 足利義尹、大内義興亭に御成を行う[96]。
- 6月7日 祇園会復興される[97]。
- 7月28日 上京で大火。2万戸焼失[57][98]。
- 8月27日 畠山尚順と和泉衆、紀伊から和泉に侵攻（「国一乱」）[99]。
- 9月2日 神於寺の戦い。畠山尚順、和泉・岸和田城を攻撃。和泉両守護・細川元有、細川基経が自刃[83][99]。
- 9月3日 尚順、河内・高屋城を攻撃[83]。
- 9月16日 尚順、細川政元派遣軍に敗れ紀伊に逃れる[99]。
- 9月28日 後土御門天皇崩御。

- 10月25日 後柏原天皇践祚。

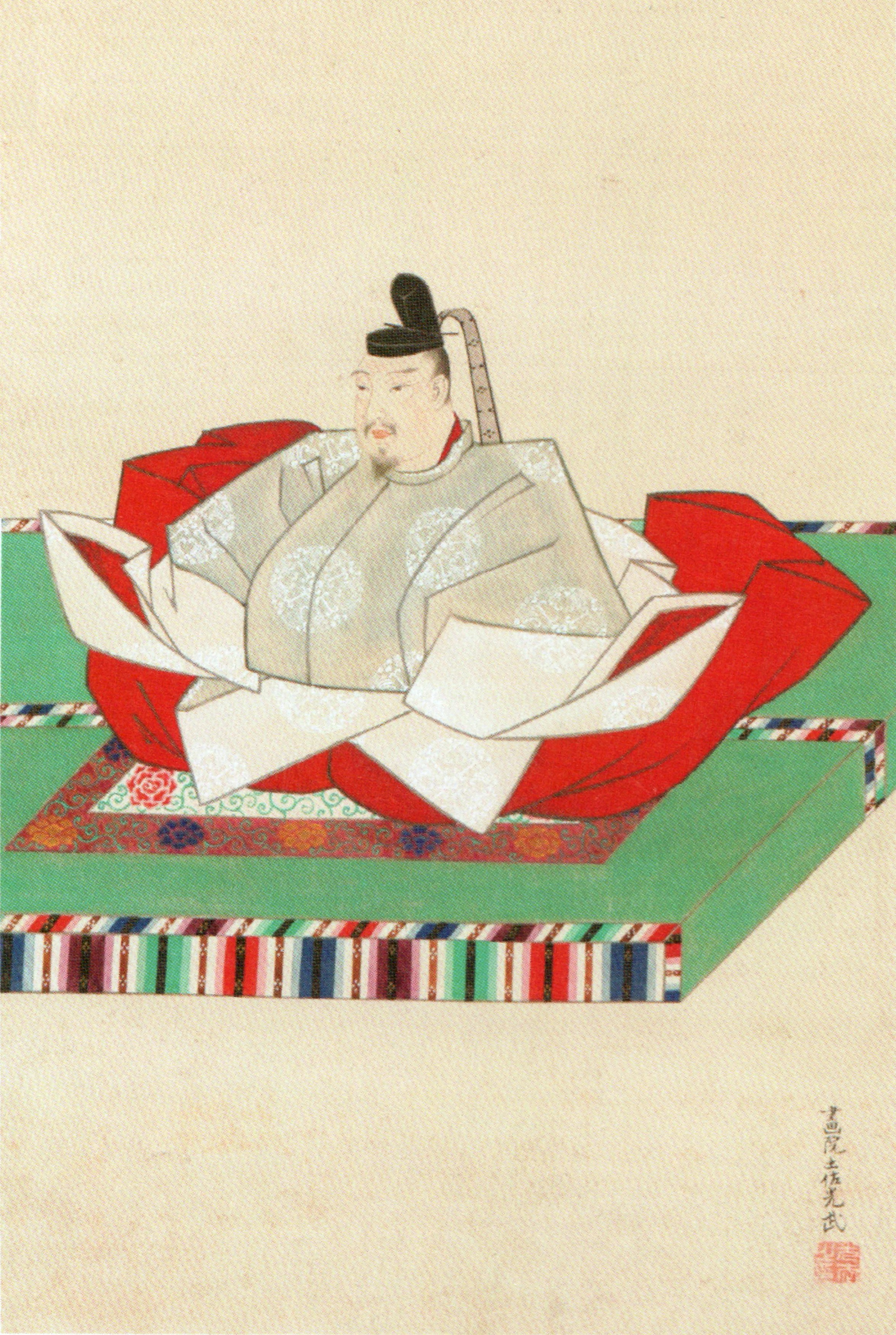
後柏原天皇

- 10月30日 幕府、初の撰銭令を発布[100]。

明応10年/文亀元年（1501年）
- 2月28日 大和国興福寺が強訴。最後の春日社神木動座を行う[101][102]。
- 2月29日 文亀改元。
- 3月28日 九条政基、和泉・日根荘へ下向[103]。
- 4月5‐8日 金春太夫、京都東山・今熊野で勧進猿楽を開催[104]。
- 5月24日 本圀寺と妙興寺の僧、宗論を行う[57][10]。
- 6月 足利義尹、諸国に出兵を呼びかける[89]。
- 6月 細川澄之の京兆家家督相続が決まる[105]。
- 閏6月10日 幕府、大内義興追討の綸旨を賜る[106]。
- 9月23日 聖護院道興没[10]。

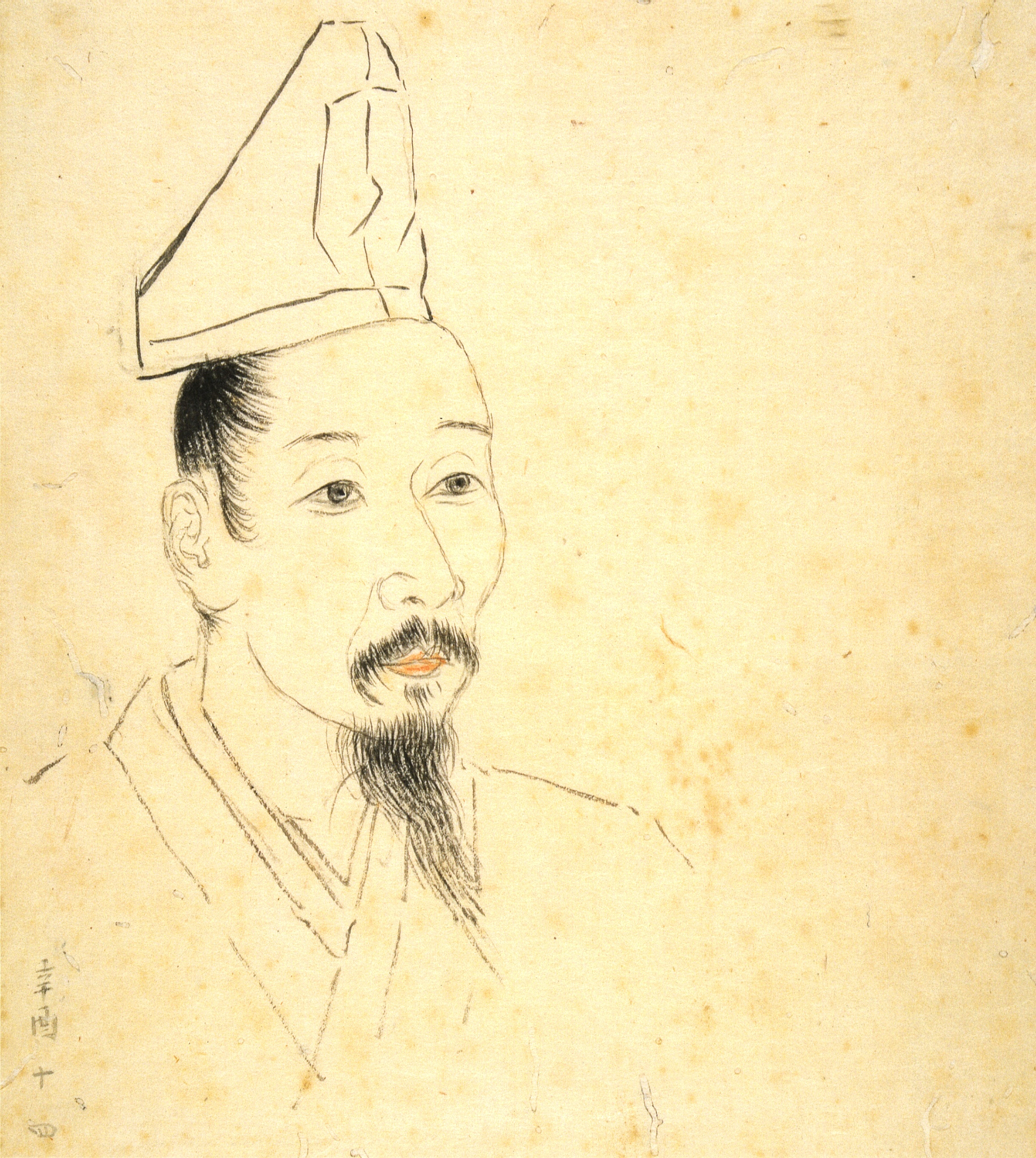
三条西実隆

- 9月 三条西実隆、宗祇から古今伝授を受ける[57]。
- 12月 安芸の毛利弘元、足利義澄に「大将」の派遣を求める[107]。

文亀2年（1502年）
- 1月20日 明から和泉国堺に金魚が伝来する[108]。
- 2月 細川政元、真木島城に籠居する[109]。
- 4月 政元、真木島城より帰京[109]。
- 5月15日 村田珠光没[110]。
- 5月 興福寺、奈良に撰銭令を発布。
- 7月30日 宗祇、東国を旅行中相模で客死。
- 8月4日 足利義澄、細川政元と反目し岩倉・妙善院に籠居[111]。
- 8月5日 政元、義澄の要求に応じ足利義材の弟実相院義忠を殺害する[112]。
- 9月 政元、九条政基の子を養子にする。
- 10月 近江守護・六角高頼、守護代・伊庭氏を排斥。伊庭氏、反発し騒乱に発展（第一次伊庭氏の乱）[113]。

文亀3年（1503年）
- この年から翌年にかけて全国で旱魃・飢饉が発生[114]。
- 2月10日 京都・洛中で定例猿楽始まる。6月まで[115]。
- 2月18日 土佐光信、「北野天神縁起絵巻」完成させる[116]。
- 5月20日 細川政元、細川義春の子細川澄元を養子にする[117]。
- 6月12日 畿内の諸寺社、雨乞いを行う[116]。
- 6月18日 六角高頼、政元の仲介により守護代・伊庭六郎と和睦[118]。
- 7月 政元、足利義澄と反目し真木島に退く[119][120]。
- 10月 政元、真木島より帰京する[121]。

## 永正年間

### 概説

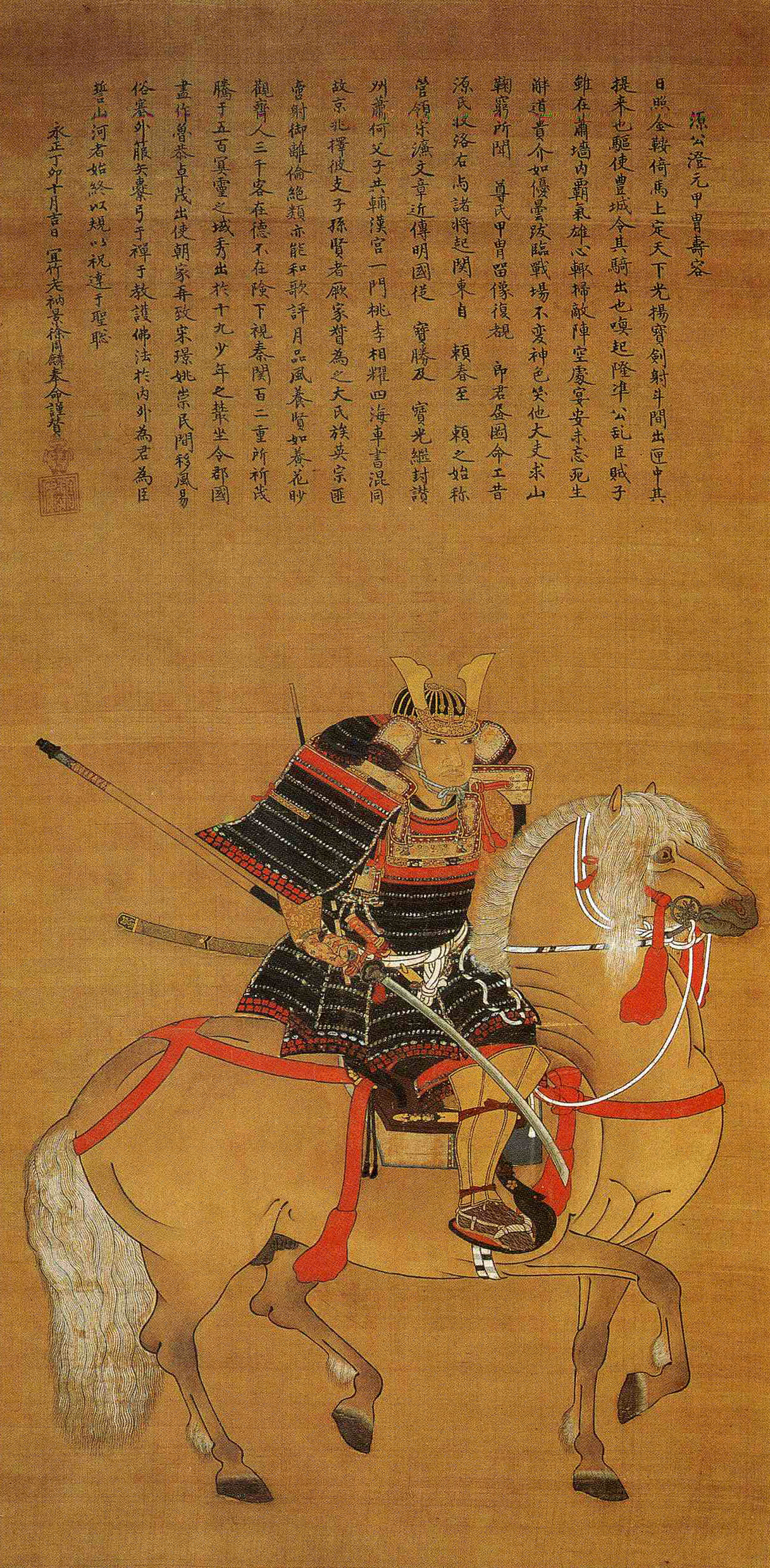
細川澄元

細川政元の後継問題は政変に発展した。永正4年（1507年）6月、細川澄之が政元を暗殺。その澄之を細川澄元方についた細川典厩家の細川高国が襲撃し澄之は死亡した。こうして澄元は京兆家の家督を相続することになった。
京都での政治的混乱は、足利義尹にとって京都への復帰を果たす絶好の機会が到来したことを意味した。義尹は同年中に上洛を決意し翌永正5年（1508年）4月、周防守護・大内義興、伊予守護・河野通宣など中国・四国の領主たちとともに堺に上陸を果たした。この動きに澄元との関係が悪化していた高国が合流。不利を悟った澄元は、将軍の足利義澄とともに近江に出奔した。7月、義尹は上洛し将軍に復帰。高国は京兆家の家督を相続した。
近衛尚通が「そもそも世上の義しかしながら戦国の時のごとし」と自らの日記『後法成寺関白記』に記したように、政元の暗殺に端を発して、澄之の討伐と、澄元と高国の反目。そして義澄の没落と義尹と義興の上洛へと至る永正4年から5年にかけての目まぐるしい政情の変転は、まさに戦国的状況であった。
永正8年（1511年）、義澄と澄元は大規模反抗作戦を開始した。澄元は阿波から上洛し和泉上守護の細川元常、淡路守護の細川尚春、播磨守護赤松氏、その他義澄方の近江勢、畠山義英勢、細川政賢らとともに高国・義興連合軍と一戦に及んだ。しかし義澄はそれ以前に近江で死亡しており、奉るべき主君がいない中行われた船岡山合戦で澄元は敗れ、阿波に敗走した。澄元はこの後も京都復帰を窺い続けたが、細川成之と細川之持没後の細川讃州家立て直しのため、しばらく阿波を離れられない状態が続いた。
船岡山合戦の勝利で義尹政権は安定状態に入った。義尹は新たに御所を建設。義興は伊勢参りをするなど京都は落ち着きを取り戻した。

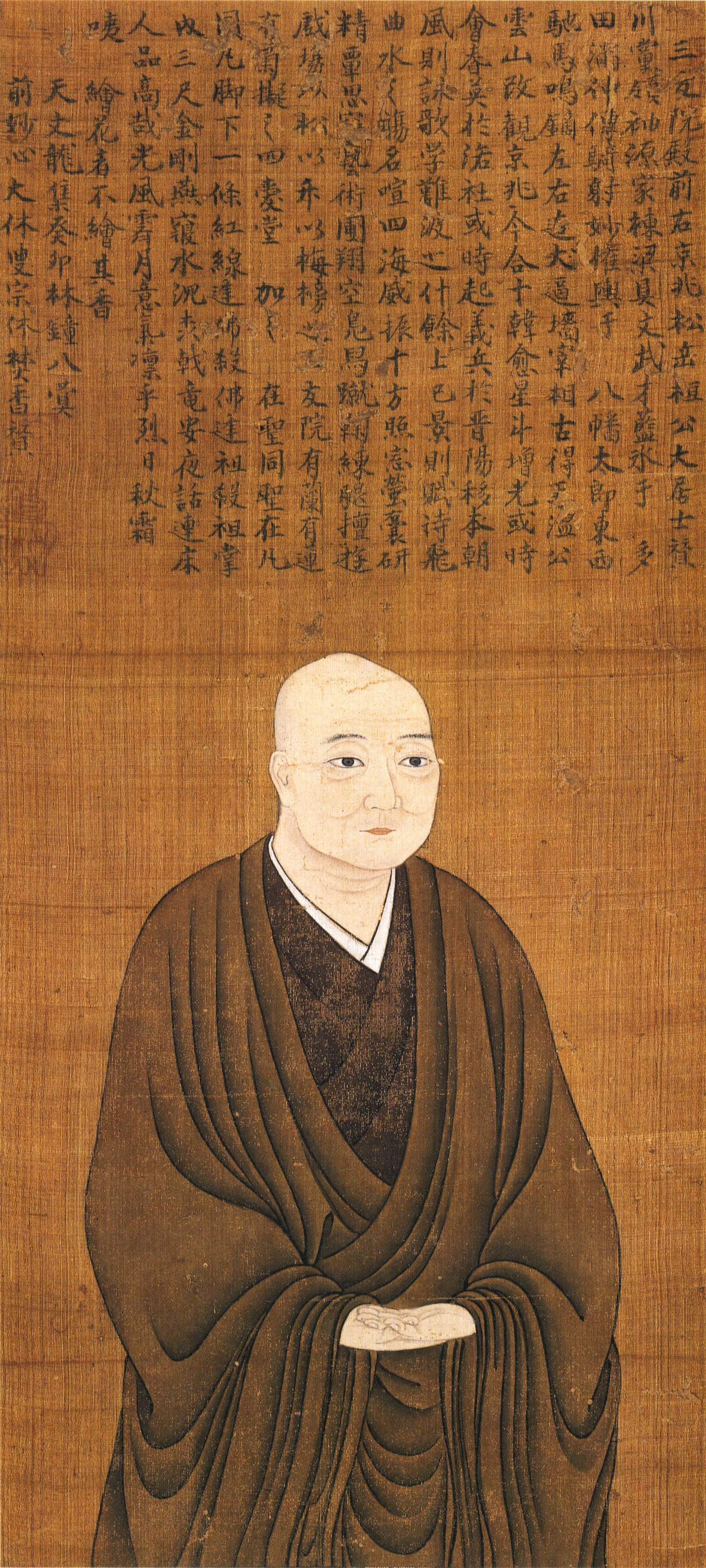
細川高国

永正15年（1518年）8月、大内義興が帰国すると細川家内に確固たる支持基盤を持たない高国の立場の不安定さが露わになり、義稙（義尹改め）政権は動揺した。永正16年（1519年）11月には阿波に逼塞していた澄元が摂津に渡海し、高国と澄元との間で摂津を舞台に抗争が始まった。戦いは澄元勢が優勢で永正17年（1520年）2月、澄元が摂津・越水城を攻略すると高国は義稙とともに近江に逃れようした。しかし既に澄元と通じていた義稙は京都に留まり高国は単身近江に没落した。5月1日には三好之長が澄元の名代として義稙に出仕。義稙は澄元に京兆家の家督相続を承認し、各国の守護に任命するなど高国から澄元に乗り換えようとした。しかし義稙のこの決断は失敗に終る。
5月5日、高国は六角定頼とともに京都に侵攻し之長を等持院で破り自害させた（等持院の戦い）。澄元も6月に阿波で病没し義稙は高国と和睦した。しかし一度破綻した両者の関係を修復するのは難しく、永正18年（1521年）義稙は阿波に出奔し政権を失った。高国は義稙に代わって、新たに足利義晴を将軍として擁立することになった。
永正18年3月、後柏原天皇は践祚後21年目にして即位礼を行った。この践祚から即位礼まで21年も間隔があいた事について、以前は朝廷衰微、幕府財政の困窮の象徴のように語られていたが、時々の政治情勢に影響された結果であることが明らかになっており、現在ではこの説は否定されている。

### 年表
文亀4年/永正元年（1504年）
- 1月20日 京都・洛中で定例猿楽始まる。6月まで[135]。
- 1月 京都大雪[57]。
- 2月30日 永正改元。
- 閏3月 後柏原天皇、中山宣親を伊勢に派遣し北畠材親と木造政宗の仲介を行う[136]。
- 9月4日 摂津国守護代の薬師寺元一、細川澄元擁立を企図し挙兵[137]。義尹方の畠山尚順（河内・紀伊守護）、細川成之（阿波守護）ら出兵[138][139]。
- 9月7日 京都で徳政一揆が起こる[137]。
- 9月11日 幕府、京都に徳政令を発布[137]。
- 9月20日 細川政元、元一の拠る淀城を攻め落とす（第一次淀古城の戦い）[140]。
- 9月21日 元一、京都で切腹[140]。
- 12月18日 尚順と畠山義英が和睦[141]。
- 12月 九条政基、和泉・日根荘から帰洛[103]。

永正2年（1505年）
- 2月4日 大和国人一揆が成立[142]。
- 2月 筒井順賢の下に越智家令の娘が嫁ぐ[143]。
- 6月2日 足利義澄、但馬守護・山名致豊と守護代・垣屋続成の和睦を仲介[144]。
- 12月29日 義澄、細川政元ら将軍御所で将棋対局を観戦する[145]。
- 12月 足利義尹、畠山尚順・畠山義英と結んで上洛を画策[146]。

永正3年（1506年）
- 1月 細川政元、赤沢朝経を河内国に派遣。一向一揆も動員し河内の畠山尚順・畠山義英を没落させる[147][148]。
- 4月21日 細川澄元、阿波より上洛する[149]。
- 4月27日 細川澄之、丹後守護・一色義有討伐のため若狭武田氏と共に丹後に侵攻[150][151]。
- 6月 政元、政務放棄を検討する[120]。
- 7月11日 幕府、風流踊を禁止する[152]。
- 7月 幕府、撰銭令を発布[153]。
- 7月 足利義澄派の本願寺実如、近畿・東海・北陸で一向一揆を蜂起させる。足利義尹派の越前・朝倉貞景、越中・畠山尚順、越後・上杉房能、長尾能景、河内・畠山義英らを攻撃[154]。
- 8月24日 赤沢朝経と古市澄胤、大和国に大和国衆と合戦[155]。
- 8月 若狭の武田元信、丹後に侵攻[156]。
- 9月5日 多武峰寺、朝経の攻撃を受け焼亡する[155]。
- 11月 政元、阿波への下国を考える[157]。
- 12月22日 土佐光信、朝倉貞景の求めに応じて「京中図屏風」を製作。「洛中洛外図屏風」の先駆[158][92]。

永正4年（1507年）
- 2月3日 京極高清、京極材宗を自害させる[159]。
- 4月13日 細川澄元、若狭に下向[92]。
- 4月27日 若狭守護・武田元信、丹後に出兵[92]。
- 4月 細川政元、奥州下向を企図し、若狭国まで至る[160]。
- 5月29日 政元、若狭国より帰京する[160]。
- 6月24日 細川澄之、養父の政元を殺害。澄元、近江に出奔（永正の錯乱）。
- 7月8日 澄元、丹波から上洛。
- 8月1日 細川高国、澄之を攻撃。澄之自刃。
- 8月2日 澄元、京兆家家督を相続。
- 10月 赤沢長経、大和国を平定[161]。
- 11月25日 足利義尹、大内義興らが供奉し上洛を目的に山口を出発[162][106]。
- 12月4日 畠山尚順と畠山義英の対立が再燃[163][164]。
- 12月 大和国人一揆が崩壊する[165]。

永正5年（1508年）
- 1月15日 細川澄元、京兆家家督を相続する[166]。
- 1月18日 畠山尚順、澄元と合力し畠山義英を嶽山城から追放[167]。
- 2月23日 足利義澄、九州の大名に大内義興の討伐を指示[106]。
- 2月 足利義尹、安芸まで進出。
- 3月17日 細川高国、澄元と不和になり伊賀に出奔。仁木高長を頼る[168]。
- 4月9日 義澄と澄元、近江に逃れる。
- 4月10日 高国上洛[169]。
- 4月16日 義澄、将軍解官。
- 4月26日 義尹・義興、堺に上陸[170]。

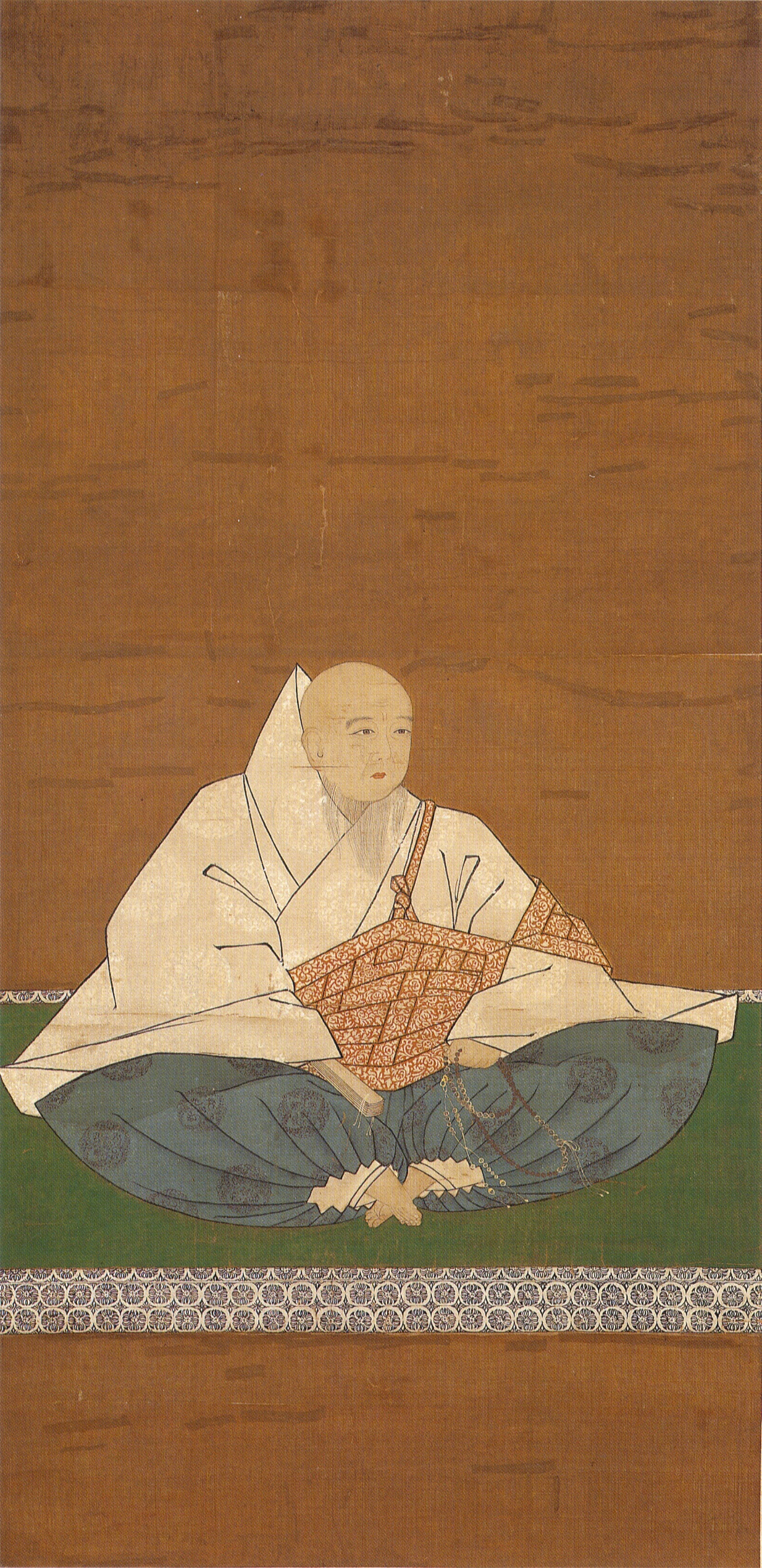
尋尊

- 5月2日 大乗院尋尊没[171]。
- 5月5日 高国、義尹に京兆家家督の相続を承認される[172]。
- 6月8日 義尹・義興、堺から上洛[172]。
- 7月1日 義尹、将軍宣下。
- 7月26日 尚順、高屋城を攻めていた義澄派の赤沢長経・古市澄胤を破る。澄胤敗死。
- 8月2日 澄元方の赤沢長経、大和国で敗死[173]。
- 8月11日 義尹、畠山尚順宿所に御成。高国・義興反発し途中退席[174]。
- 8月 幕府、京都で撰銭令を発布。

永正6年（1509年）

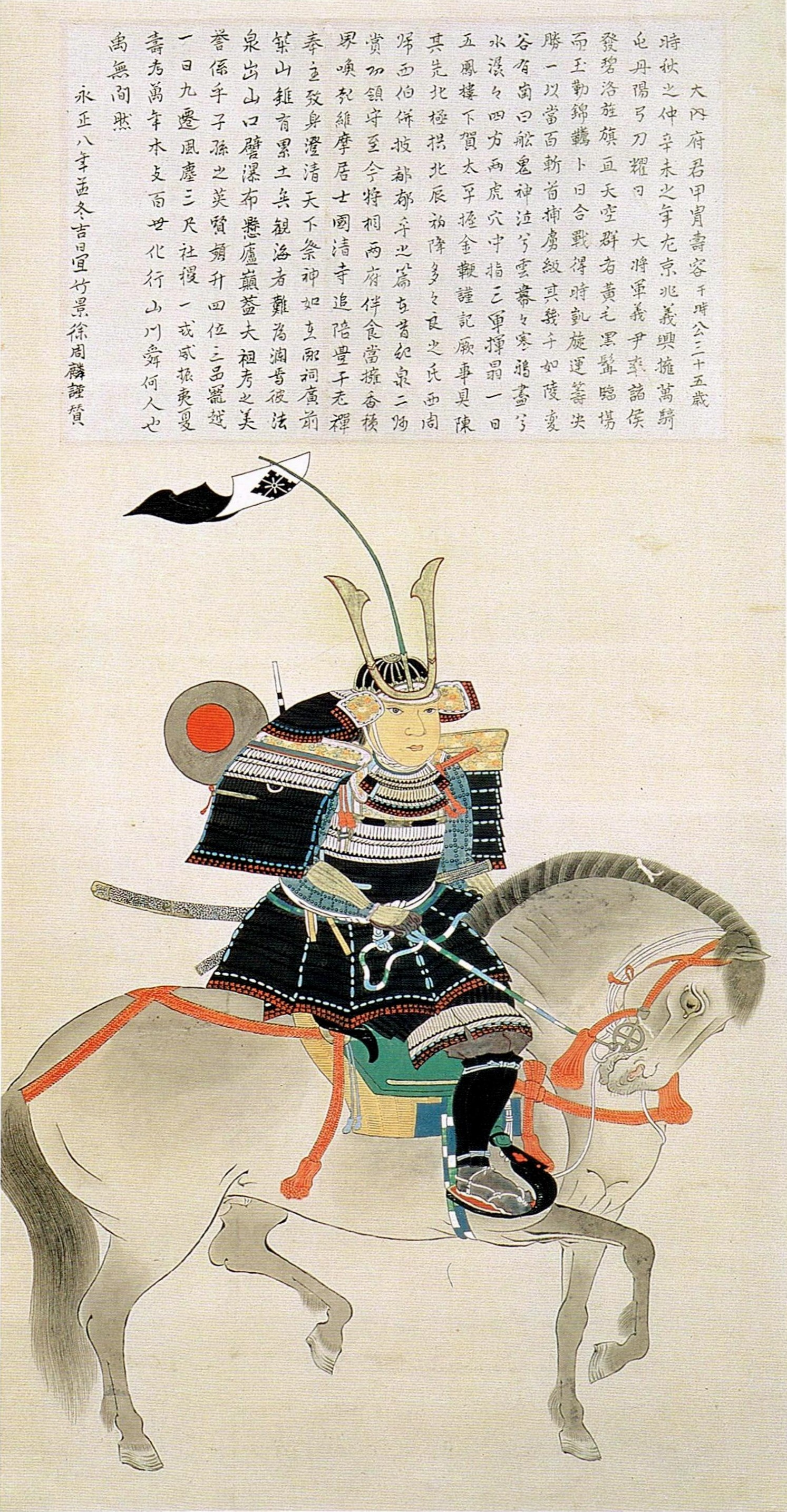
大内義興

- 6月17日 如意ヶ嶽の戦い。細川澄元・三好之長と細川高国・大内義興が交戦。澄元・之長敗走[175]。

- 10月 足利義尹、就寝中に斬り付けられる。

永正7年（1510年）
- 1月 足利義尹、細川高国に近江出兵を指示し足利義澄を攻撃[176]。
- 8月8日 畿内で大地震発生[177]。
- 10月14日 足利義尹、大内義興の宿所に御成[178]。

永正8年（1511年）
- 3月 足利義澄、播磨守護・赤松義村に足利義晴の養育を託す。併せて細川澄元に足利義維の養育を託す[179]。
- 7月 阿波国に逼塞中の細川澄元が淡路守護・細川尚春、典厩家・細川政賢とともに渡海し京都に侵攻[180]。
- 8月16日 足利義稙・細川高国・大内義興、丹波に没落[181]。
- 8月14日 義澄死去。
- 8月24日 船岡山合戦。澄元、高国・義興勢に敗れ阿波に敗走[182]。
- 9月5日 公家衆、足利義稙に集団参賀を行う[183]。
- 9月21日 京都で徳政一揆が起こる[184]。
- 9月27日 幕府、京都に徳政令を発布[184]。

永正9年（1512年）
- 1月 大内義興麾下の安芸・石見の国衆の多くが京都より帰国[106]。
- 4月14日 大内義興、後柏原天皇の推挙により従三位に上階を果たす。舟岡山合戦の戦功を賞して[185]。
- 4月16日 足利義尹、細川高国亭御成[185]。

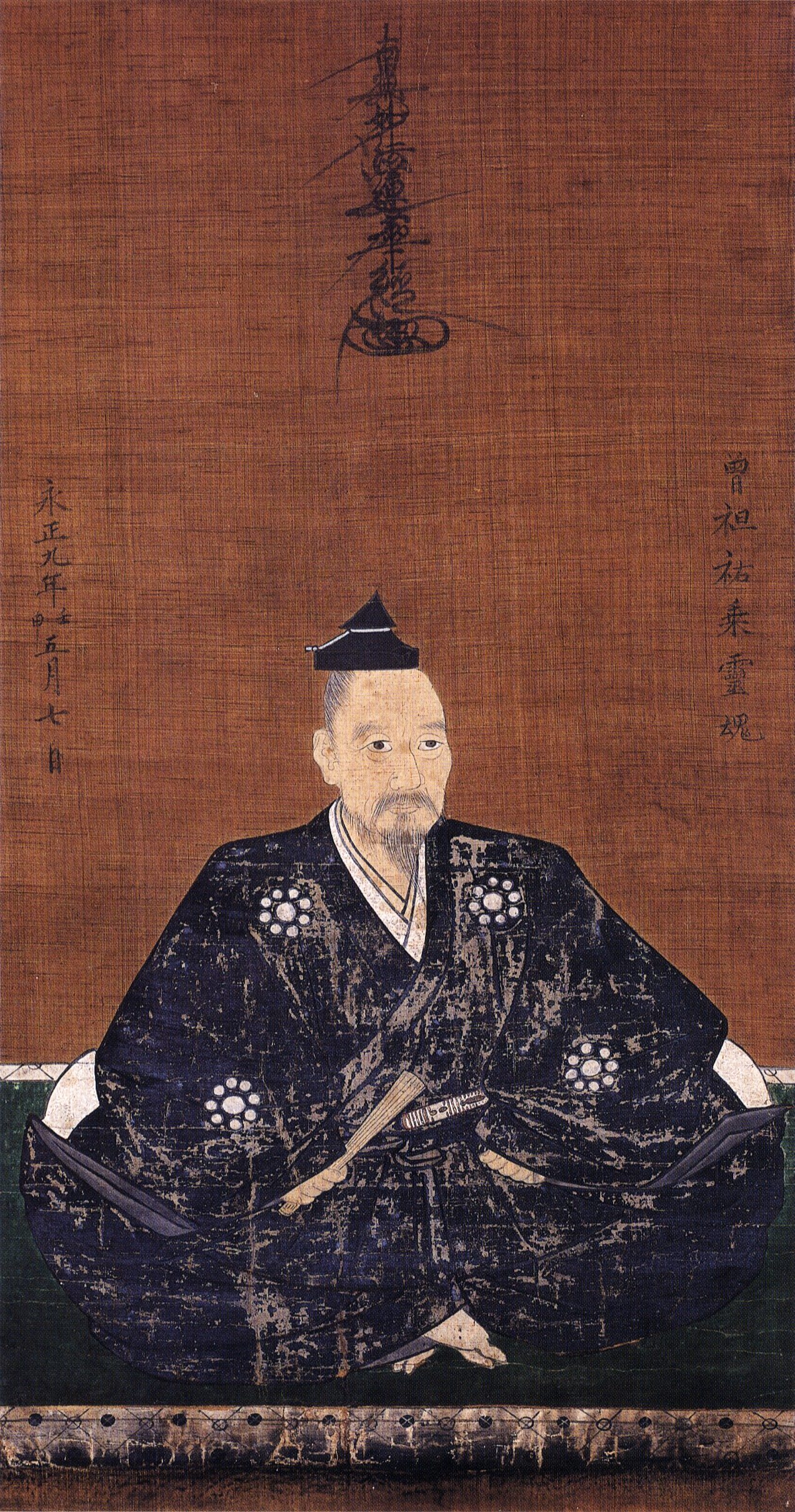
後藤祐乗

- 5月7日 金工家、後藤祐乗死去[186]。
- 6月 高国、赤松義村後見の洞松院と摂津国尼崎で会談し、赤松氏を赦免する[180]。
- 6月 豊原統秋、『體源抄』を執筆[187]。
- 8月 幕府、撰銭令を発布[188]。

永正10年（1513年）
- 2月14日 足利義尹と足利義晴が赤松義村の仲介により和解[189]。
- 3月17日 義尹、細川高国と大内義興の専横に怒り近江・甲賀に逐電[106][190][191]。
- 5月3日 義尹、帰洛し政務に復帰[191]。
- 6月 細川高国、鞍馬寺に狩野元信作「鞍馬蓋寺縁起絵巻」を奉納する[192]。
- 8月24日 畠山尚順と畠山義英が河内国観心寺で合戦。大敗した義英が没落する[164]。
- 11月 義尹、義稙に改名する。

永正11年（1514年）
- 2月13日 赤松義村、播磨国・鵤荘の真宗道場を破却する[193]。
- 2月19日 近江・六角氏の守護代・伊庭氏が出奔[194]。
- 4月10日 幕府、私闘を禁ずる[195]。

永正12年（1515年）
- 3月21日 幕府、熊野本宮と新宮の争論を調停する[196]。
- 6月24日 笙器「達智門」の帰還の御礼として大内義興、細川高国その他公家衆ら足利義稙に御礼の参賀を行う[197]。
- 7月 足利義稙、三条高倉に御所の造営を始める。
- 12月 義稙の御所が完成。

永正13年（1516年）
- 3月11-13日 近江の国人・中江員継、京都で千句連歌を催す。三条西実隆、宗長、宗牧、宗碩、肖柏ら参加(中江千句)[198]。
- 4月 足利義稙、大内義興に渡唐船の管掌を任せる。
- 4月 大和国・東大寺大仏殿、100日間限定で女性への参観が許可される[198]。
- 7月7日 観世信光、大和で死去[199]。
- 8月 義興、伊勢神宮に参拝[200]。

永正14年（1517年）
- 8月 越前朝倉氏、若狭武田氏の支援要請に応じ丹後に侵攻し倉橋城を攻め落とす[201]。
- 10月 三好之長、淡路に侵攻。淡路守護・細川尚春、堺に出奔。
- 閏10月 足利義稙、有馬温泉で療養する[57]。

永正15年（1518年）
- 4月4日 明応8年に焼亡の延暦寺・根本中堂が再建される。足利義稙を迎え供養を行う[57][198]。
- 8月 閑吟集成立。
- 8月2日 大内義興、堺から周防に帰国[202]。
- 11月9日 播磨守護の赤松義村、備前・三石城の有力被官浦上村宗を攻撃[203]。

永正16年（1519年）
- 4月 細川高国、阿波勢の上洛を防ぐため大物城（尼崎城）を築城[204]。
- 5月11日 三好之長、細川高国方の淡路守護・細川尚春を殺害[204]。
- 8月20日 和泉守護・細川澄賢、防備のため下国[205]。
- 11月9日 細川澄元と之長、1万の軍勢で阿波より兵庫に渡海し摂津・越水城を攻撃[206][207]。
- 11月21日 高国、澄元・之長討伐のため山城・摂津・丹波衆を率いて摂津に出陣[184]。
- 11月 赤松義村、再度三石城の浦上村宗を攻撃[208]。

永正17年（1520年）
- 1月12日～ 京都で徳政一揆が起こる[184]。
- 2月3日 細川澄元・三好之長、瓦林政頼の摂津・越水城を攻め落とす[206]。
- 2月12日 幕府、京都に徳政令を発布[184]。
- 2月18日 細川高国、近江・坂本に出奔[209]。
- 2月 足利義稙、澄元の京兆家家督を承認。摂津・丹波・讃岐・土佐の守護に補任[207]。
- 3月7日 紀伊で大地震が起こる。
- 3月8日 幕府、京都に徳政令を発布。信用取引に関する成文法の初出[210]。
- 3月27日 之長、2万の軍勢で上洛[211]。
- 5月3日 高国、如意ヶ嶽に進出[212]。
- 5月4日 高国方の六角定頼他、朝倉氏・土岐氏ら総勢2万で京都東郊に着陣[212]。
- 5月5日 高国、京都で之長を破る（等持院の戦い）。
- 5月11日 之長、曇華院で処刑される。
- 6月10日 澄元、阿波で死去。
- 7月 京都で歌舞が流行する[106]。
- 8月11日 高国、定頼の要請に応じて五反帆の大船を陸送する[213]。
- 8月 畠山尚順、内衆との戦いに敗れ紀伊から追放される[214][215]。
- 10月9日 大和国人一揆、再度成立[216]。
- 12月26日 赤松義村、足利義晴とともに明石に出奔[217]。

## 大永・享禄年間

### 概説

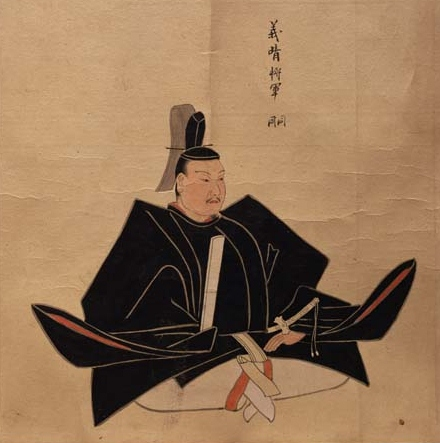
足利義晴

大永5年（1525年）4月、細川高国は子の細川稙国に家督を譲り、14歳の将軍・足利義晴を18歳の管領・細川稙国が補佐する新体制が発足した。しかし10月に稙国が病没したため、高国が政務に復帰することになった。
大永6年（1526年）9月、高国は家臣の香西元盛を、阿波の細川晴元への内通を疑い自害させた。これに元盛の兄弟の柳本賢治、波多野元清が高国に強く反発し晴元と共闘するようになった。この好機に晴元は兵を起こし12月には堺に軍を派遣。高国が賢治に敗れ義晴とともに近江に出奔すると、自身も大永7年（1527年）3月に足利義維とともに堺に上陸した。晴元方は上洛戦を前に調略を行い高国方の但馬守護・山名誠豊を因幡守護・山名豊治に攻撃させた。また高国派の伊勢国司・北畠晴具をけん制するため、伊勢の国衆を高国不支持で纏め上げ、更に高国派であるはずの六角氏とも縁談を進めるなど綿密に包囲網を形成していた。義維は京都の警固を柳本・波多野兄弟に任せ、自らは堺に留まったため堺公方、堺大樹と呼ばれた。
10月、義晴と高国は六角定頼、朝倉宗滴とともに京都奪還作戦を開始した。しかし晴元方も丹波勢や三好元長を上洛させたため戦局は膠着状態に陥った。晴元方の元長と高国方の宗滴が和睦調停を試みたが失敗に終わり、不利を悟った高国は大永8年（1528年）5月、義晴と再度近江に逃れた。
その後高国は伊賀の仁木氏、伊勢の北畠氏、出雲の尼子氏などに支援を依頼したがいずれも不首尾に終わった。しかし播磨守護代の浦上村宗が支援を確約し、享禄3年（1530年）、高国は村宗と反抗作戦を開始し、摂津の諸城を攻略していった。これに近江の義晴・六角定頼も呼応し上洛を目指したが、晴元方の木沢長政や丹波勢らに阻まれ入洛することができなかった。
摂津戦線では高国・村宗が戦いを優位に進め、義維・晴元方は劣勢に立たされた。そこで晴元は阿波から三好元長を渡海させ、高国・村宗勢と対峙させた。元長は計略を働き高国・村宗軍に従軍していた播磨守護・赤松政村を高国・村宗方から離反させることに成功した。元長は弱体化した高国・村宗軍を天王寺の戦いで破り村宗は戦死し、逃れた高国も尼崎でとらえられ自害させられた。義晴・六角勢も近江に退き、義維と晴元は堺で政権を維持することに成功した。
しかし、堺公方府内では政権構想の違いが権力闘争に発展していた。柳本賢治は義晴のもとに義維を統合し、晴元を京兆家家督として据えようとしていたのに対し、三好元長は義維のもとで高国と晴元を統合させる考えを持っていた。享禄5年（1532年）、晴元は本願寺・証如と同盟を結び、一向宗を動員し堺の義維方の攻撃に向かわせた。21万という軍勢に包囲されるなか元長は自刃。義維も晴元方に捕らえられ堺政権は崩壊した。

### 年表
永正18年/大永元年（1521年）
- 1月28日 赤松義村、浦上村宗方の御着城を攻撃[226]。
- 2月12日 高野山・金剛峯寺で大火[57][98][227]。
- 3月7日 義稙、淡路に出奔[228]。
- 3月22日 後柏原天皇、践祚後21年目にして即位式を行う。
- 4月 赤松義村と浦上村宗が和睦[226]。
- 5月 畠山尚順、紀伊への再入国を企図[229]。
- 7月6日 足利義澄の遺子足利義晴、細川高国に擁立され上洛[230]。
- 8月23日 大永改元。
- 9月17日 村宗、義村を自害させる[231]。
- 10月 山城で大地震[57]。
- 11月1日‐4日 住吉法楽千句開催。三条西実隆、宗碩、宗牧ら出席[232]。
- 11月4日 高国、丹波・柳本賢治の討伐を企図[233]。
- 11月30日 高国方、丹波で敗れる[233]。
- 12月1日 幕府、京都に徳政令を発布[233]。
- 12月25日 足利義晴、将軍宣下。

大永2年（1522年）
- 2月16日 播磨国鵤荘荘民ら、浦上村宗の播磨・備前・美作3ヶ国静謐に関する礼銭要求を拒否する[234]。
- 3月26-29日 細川高国、「県召除目」を25年ぶりに復活させる[235]。
- 4月3日 足利義晴、六角定頼宿所に御成[236]。
- 7月17日 畠山尚順、淡路国で死去[237]。
- 10月 但馬の山名誠豊、播磨に侵攻[238]。

大永3年（1523年）
- 3月9日 梅本坊の公事。京極高延、浅見氏らの支援により家督を相続。京極高清・高吉父子没落[239]。
- 4月9日 足利義稙、阿波で死去。
- 4月 細川高国と大内義興の遣明使、寧波で争う(寧波の乱)。
- 10月 山名誠豊、但馬から撤退[238]。
- 12月16日 足利義晴、播磨守護代・浦上村宗の宿所に御成[240]。

大永4年（1524年）
- 4月19日‐5月3日 三条西実隆、住吉大社・四天王寺・高野山へ参詣の旅に出る[241]。
- 7月19日 足利将軍家の重宝「御小袖」が近江から16年ぶりに帰洛[242]。
- 8月15日 掃部助久国、「真如堂縁起絵巻」を完成させる[243]。
- 10月1日 和泉国菱木で高国方と晴元方が交戦。晴元方の細川元常は阿波に逃れ、畠山義堯没落する[244]。
- 12月6日 畠山稙長、畠山義英を破り高野山に追放する。

大永5年（1525年）

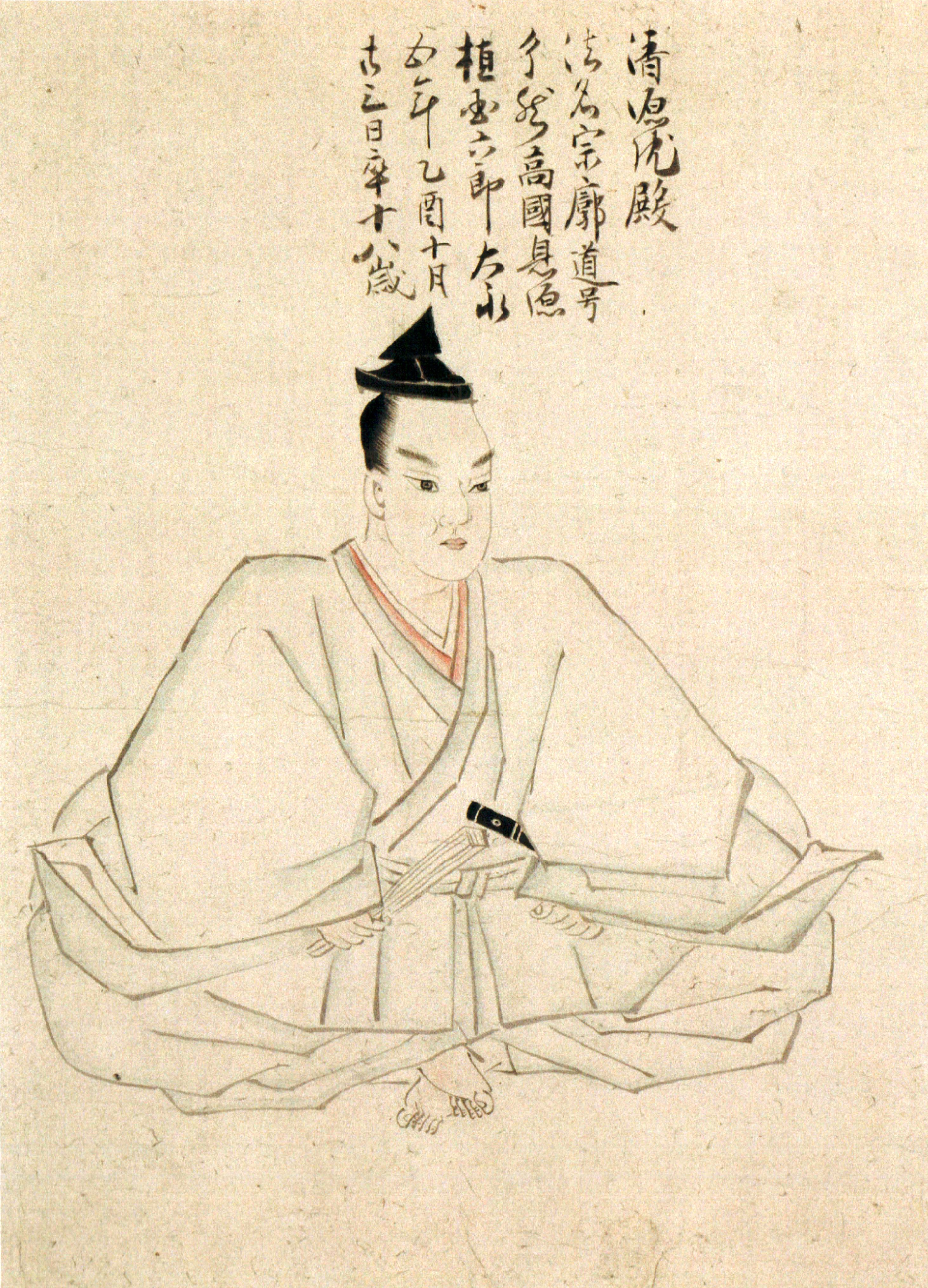
細川稙国

- 4月14日 細川高国、家督を細川稙国に譲り出家する[245]。
- 5月19日 六角定頼、浅井氏攻撃のため近江北郡に出兵[246]。越前の朝倉宗滴、六角氏支援のため近江に出陣[92]。
- 7月 定頼、浅井氏の小谷城を攻略[247]。
- 9月4日 第2次伊庭氏の乱収束[248]。
- 9月6日 定頼と京極氏が和睦。京極高慶、六角氏の庇護を受ける[249]。
- 9月 京極高清ら美濃に出奔[250]。
- 10月23日 稙国病没。高国、政務に復帰[251]。

大永6年（1526年）
- 4月7日 後柏原天皇崩御。
- 4月27日 後奈良天皇践祚。
- 7月12日 細川高国、香西元盛を自害させる。丹波勢反発[252][251]。
- 7～8月 京極高清・浅井亮政、近江に復帰[253]。
- 10月21日 波多野元清と柳本賢治が丹波国に下向。高国に背き細川晴元に通じる[254]。
- 11月30日 高国、丹波征伐のため細川尹賢を派遣するも敗北。
- 12月2日 畠山義尭、淡路島に渡海し晴元と会談する[255]。
- 12月14日 足利義維・細川晴元・三好元長、阿波より摂津に兵を渡海させる[256][257]。
- 12月26日 若狭・武田元光、細川高国の出兵要請に応じて上洛[92]。
- 12月27日 高国、細川晴国と細川氏綱を元服させる。
- 12月29日 高国方の若狭守護・武田元光が上洛[258]。
- 12月 幕府、徳政令を出す[57]。

大永7年（1527年）
- 1月 足利義晴、勝軍地蔵山城の築城を始める[259]。
- 2月13日 細川高国と若狭武田氏、細川晴元方の柳本賢治に敗れる（桂川原の戦い）[251][260]。
- 2月14日 足利義晴と高国、近江・坂本に逃れる[260]。
- 2月16日 晴元方の柳本・波多野氏ら丹波勢が上洛[261]。
- 3月22日 晴元、足利義維を擁し堺に上陸[256]。
- 4月4日 牡丹花肖柏、和泉国・堺で没する[262][263]。
- 4月 丹後海賊衆、若狭の浦々を襲撃[264]。
- 5月4日 近江国の四本商人、三ヵ条の掟書を定める[265][266]。
- 8月16日 伏見宮邸での鞠会に女性の鞠足「中納言」が参加[267]。
- 10月13日 義晴・高国、六角定頼・朝倉教景の支援を得て5万4千の軍勢で上洛[256][268]。
- 11月 晴元方の賢治ら丹波勢上洛[269][268]。
- 11月 高国派の畠山稙長、河内・大和衆1万5千を引き連れ上洛[270]。
- 12月 三好元長、阿波より上洛[271]。

大永8年/享禄元年（1528年）
- 1月17日 足利義晴と三好元長が和睦する[272]。
- 1月 義晴・足利義維間で和睦交渉が行われるが不調に終わる[268]。
- 5月14日 細川高国、坂本に逃れる[273]。
- 5月28日 義晴、坂本に出奔[273]。
- 5月 六角定頼、義晴・義維間の和睦調停を行うが不調に終わる[268]。
- 7月 阿佐井野宗瑞、「医書大全」を開板[274]。
- 7月 京都、炎暑に見舞われる[57]。
- 8月16日 柳本賢治、伊丹元扶の伊丹城を包囲[275]。
- 8月20日 享禄改元。
- 8月 内保合戦。京極高広と京極高慶が京極家家督をめぐり対立[276]。
- 9月8日 義晴、近江・朽木に移座[277]。
- 9月 賢治、高国方の大和に出兵し越智・筒井氏を破る[278][279]。
- 閏9月 賢治、河内に出兵し畠山稙長の河内・誉田城を包囲[279]。
- 11月 賢治、稙長の河内・誉田城を開城させる[278][280]。
- 11月 高国、伊賀の仁木義広を頼る[281]。

享禄2年（1529年）
- 1月21日 柳本賢治、伊丹城を攻め落とす。伊丹元扶戦死[275]。
- 1月23日 細川高国、伊勢に下向。北畠晴具を頼る[281][282]。
- 1月26日 賢治、大和の赤沢幸純を自害させる[275]。

- 2月16日 清原宣賢、越前に下向[92]。

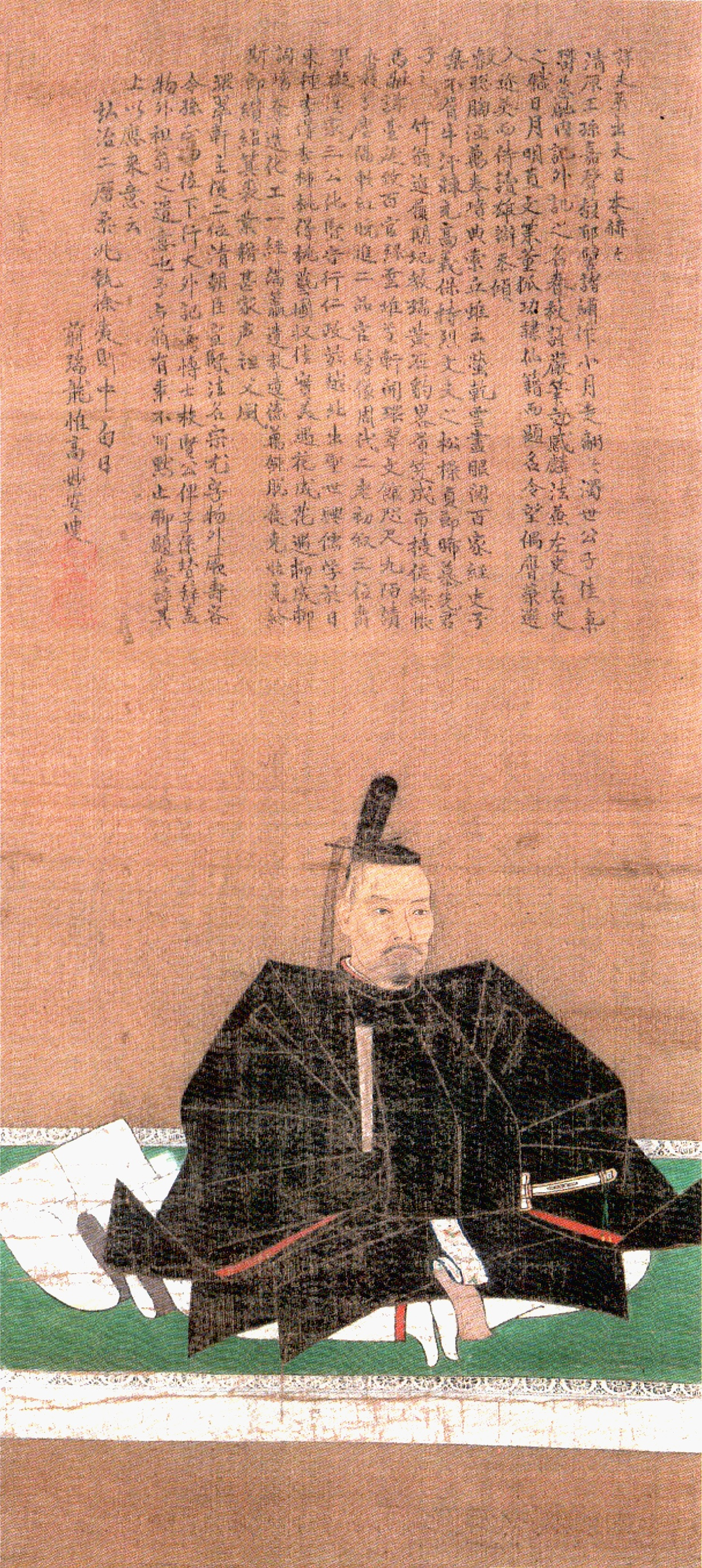
清原宣賢

- 4月 賢治、再度大和に出兵[281]。
- 6月 高国、若狭に逃れる[92]。
- 9月 浦上村宗、高国の支援要請を受諾。
- 10月3‐4日 狩野元信、禁中に呼ばれ天皇の前で屏風を描く[283]。

享禄3年（1530年）
- 2月 柳本賢治、京都二条で勧進猿楽を行う[57]。
- 6月29日 賢治、播磨で殺害される[284]。
- 7月27日 細川高国と浦上村宗、別所就治の播磨・小寺城・三木城を攻略[285]。
- 11月3日 細川高国方、如意ヶ嶽に着陣[286][284]。
- 11月6日 高国・村宗、薬師寺国盛の尼崎城（大物城）を攻略[281]。
- 12月 幕府、徳政令を出す。

享禄4年（1531年）
- 1月 洛外で細川高国方と細川晴元方の木沢長政が合戦。
- 2月17日 足利義晴、坂本に移座[285]。
- 2月21日 三好元長、堺に上陸[287]。
- 2月 高国と浦上村宗、伊丹城を攻略[221]。
- 3月6日 高国・村宗、摂津・池田城を攻略（中嶋の戦い）[285]。
- 3月8日 木沢長政・柳本甚次郎、京都から撤退[286]。
- 4月6日 箕浦合戦。六角定頼、浅井亮政を破る[288]。
- 4月 長尾氏の在京雑掌・神余昌綱、摂津国に赴き上洛作戦遂行中の細川高国と面会、情報収集を行う[289]。
- 閏5月28日 狩野元信、「酒伝童子絵巻」を完成させる[290]。
- 6月4日 天王寺の戦い。三好元長、高国・村宗を撃破（大物崩れ）[291]。
- 6月8日 高国、摂津国尼崎で自害。
- 8月 河内守護・畠山義堯、飯盛山城の木沢長政を攻撃するが敗れる[292]。
- 8月 晴元、足利義維・阿波守護の細川持隆・三好元長と対立。双方、堺で籠城[293]。
- 11月 土佐光茂、「当麻寺縁起」(當麻寺)を完成させる。

## 天文年間

### 概説
天文元年（1532年）6月に堺政権を崩壊させた一向宗徒たちの活動は、歯止めの利かない状態になり畿内は騒乱状態に陥った。細川晴元は六角氏、法華宗徒を動員し一向宗徒たちの討伐に当たらせた。この対応は成功し、翌天文2年（1533年）6月、晴元と本願寺・証如は和睦し一向宗徒の活動は終息に向かった。天文3年（1534年）8月、晴元は初めて上洛し、9月には六角義賢の供奉により足利義晴も帰洛した。こうして京都に義晴と晴元による新政権が成立した。
一向一揆討伐に貢献し京都で勢力を伸張させた法華宗と法華宗徒だが、一方で同じく京に多くの門徒を抱える山門(比叡山)との関係に軋轢が生じていた。天文5年（1536年）3月、山門僧が京都で法華宗徒と宗論を行い敗れる事件が起こり、法華宗と山門との対立が決定的になった。7月、山門と六角氏が洛中の法華宗寺院を攻撃し、法華21ヶ寺が焼き討ちに遭い、約3000人が死亡した。また下京が全焼し上京も1/3が焼亡する大惨事となった(天文法華の乱)。

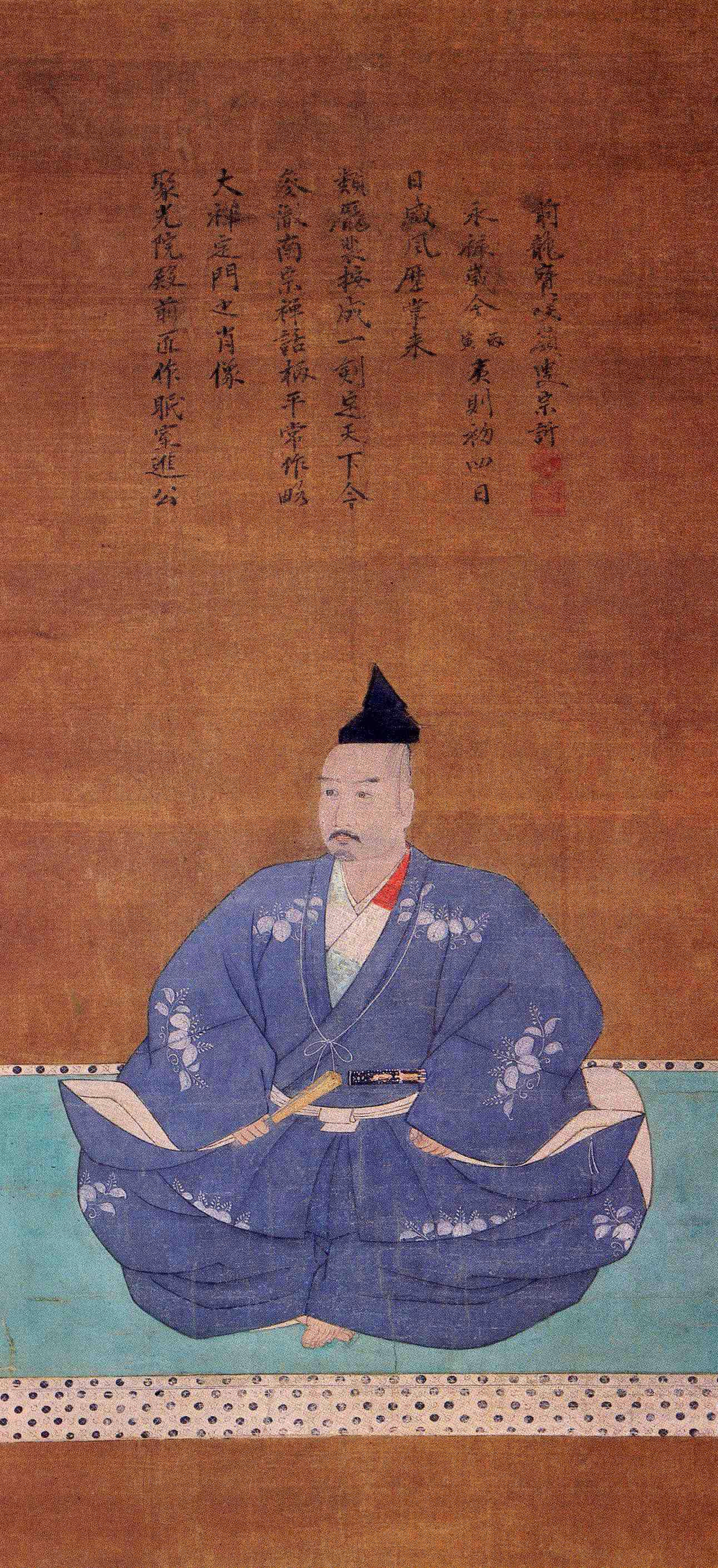
三好長慶

天文10年（1541年）、畠山氏の被官で、晴元の被官でもあった木沢長政が義晴・晴元に対して反旗を翻した。しかし天文11年（1542年）3月17日、同じく晴元被官の三好長慶が摂津で長政を討ち取り、長政の反乱は失敗に終わった(太平寺の戦い)。
天文12年（1543年）、細川高国の後継を標榜する細川氏綱が和泉・槙尾寺で挙兵した。氏綱は晴元が派遣した長慶に堺で敗れるものの、以降も河内守護・畠山稙長、河内守護代・遊佐長教と共闘し晴元と戦い続けた。その後、天文14年（1545年）の稙長の死去により一度は勢いを失った氏綱派たが、天文15年（1546年）8月、再度挙兵し氏綱と長教、政長流畠山氏の惣領名代・畠山政国らが和泉国堺を包囲した。9月、氏綱派は摂津国の国衆を糾合し、細川国慶が京都に侵攻したため、義晴は近江国に退避し晴元も丹波国に出奔した。晴元が劣勢に陥る中、義晴は氏綱との関係構築を模索し始め、10月には「武家（将軍、室町殿）、分国を氏綱に給う」とし細川京兆家の家督を晴元から氏綱に交替させようとした。
翌天文16年（1547年）、劣勢に陥っていた晴元の反攻作戦が始まった。2月、阿波国守護の細川氏之（持隆）、三好長慶、三好義賢らを四国から招喚した晴元は氏綱派に与していた摂津国の諸城を攻略していった。これに対し義晴と嫡男の義輝は3月29日、山城国北白川城に籠城し晴元勢と対峙した。しかし晴元方は6月には前年氏綱勢により失っていた摂津国芥川山城を奪還するなど攻勢を見せたため、7月19日になって六角定頼の仲介により両者は和睦することになった。2日後の7月21日は摂津国舎利寺で氏綱方の遊佐長教が三好長慶に敗北した。さらに晴元は8月、長教らの追討のため河内国に出兵し、10月には国慶が洛中西北の大将軍で敗死したため、氏綱による2度目の蜂起は失敗に終わった。しかし天文17年（1548年）10月、晴元との関係が悪化した長慶が晴元方から離反し、氏綱方に転向したため氏綱勢は勢力を取り戻した。
その後晴元、氏綱・長慶の両者は摂津を中心に抗争を続けたが、天文18年（1549年）6月長慶方の十河一存が、晴元方の三好政長を摂津・江口で破り(江口の戦い)、敗れた晴元は義晴とその嫡男で、天文15年（1546年）に将軍位を譲られていた義輝とともに近江に出奔した。政権の主導権を握ることに成功した長慶は、晴元に代えて氏綱を京兆家家督に据えた。しかし義晴・義輝父子は近江に留まり続けており、将軍と京兆家を擁立することで正当性を獲得しようとしていた長慶の構想はとん挫した。当初、氏綱と長慶の関係には氏綱の政治的な主体性が見られたが、天文22年（1553年）頃には共同統治体制に移行し、その後長慶が氏綱から権力を委ねられて実権を獲得した。
近江に逃れた義輝は、天文19年（1550年）に東山に中尾城を築くなど反長慶の戦いを続けたが、京都を奪回することは出来なかった(中尾城の戦い)。結局義輝は長慶と和睦することになり、天文21年（1552年）1月、6年ぶりに帰洛した。長慶も2月になって氏綱とともに上洛し義輝に出仕した。しかし両者の間は良好といえず、天文22年（1553年）3月義輝と長慶の関係は決裂した。義輝は京都郊外の東山霊山城に入城。さらに反長慶の戦いを続けていた晴元を赦免し、晴元方の丹波勢を動員し長慶と交戦状態に入った。対する長慶も四国から一族を渡海させ兵力の増強を図り義輝に対抗した。8月1日、長慶は東山霊山城を攻め落とし、敗れた義輝は近江・朽木に逃れた(東山霊山城の戦い)。

### 年表
享禄5年/天文元年（1532年）

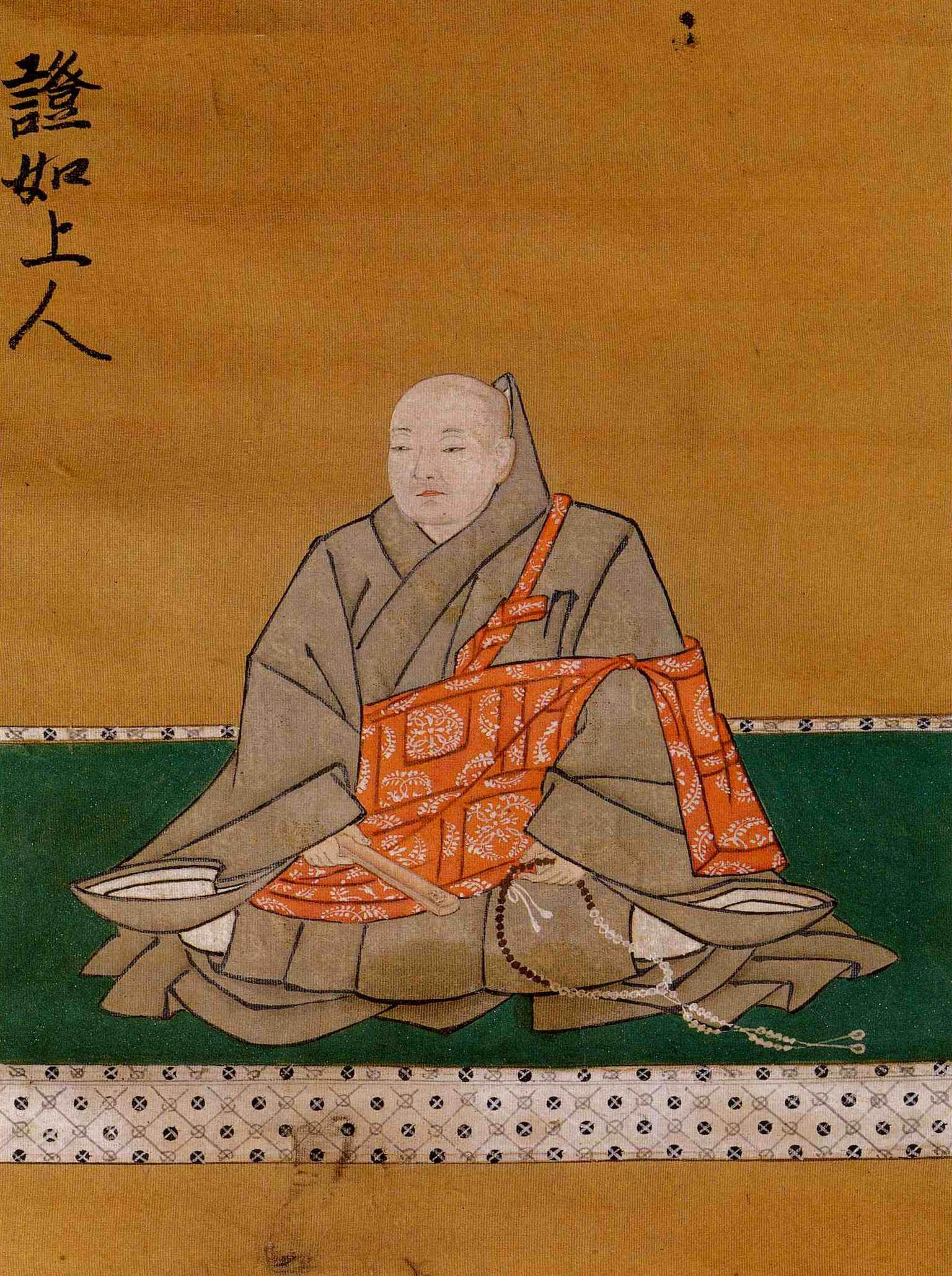
証如

- 1月22日 三好元長、京都・下京で柳本甚次郎を攻撃し討ち取る[319]。
- 3月3日 細川晴元、元長と義絶[320]。
- 6月18日 畠山義尭、一向一揆に攻められ誉田城で自刃[292][321]。
- 6月20日 証如、細川晴元の求めに応じて堺に出兵。元長、堺・顕本寺で自害[322][321]。
- 6月 足利義維、晴元に拘束される。「堺幕府」崩壊[323]。
- 7月16・17日 一向一揆、大和に乱入し南都七郷を焼き討ちにする[98][324]。
- 7月29日 天文改元。
- 8月4日 晴元方の木沢長政、一向宗の摂津・浅香道場を放火[325]。
- 8月17日 足利義晴、桑実寺に「桑実寺縁起絵巻」を奉納[326]。
- 8月23日 晴元方の六角氏・法華宗徒、山科本願寺を攻撃。山科本願寺焼亡。証如、大坂に逃れる(山科本願寺の戦い)[327]。
- 9月7日 山崎口で法華宗徒・丹波勢が一向宗徒・摂津勢と交戦。一向宗徒・摂津勢勝利。
- 9月12日 細川晴国、丹波・鞍馬口に着陣[328]。
- 10月 京都近郊で半済実施運動が起こる[329]。
- 12月7・14日 祇園祭、降雪の中執行される[330]。
- 12月14・15日 堺で大火。4千軒焼失[98]。
- 12月22‐24日 摂津国衆、本願寺から離反。富田を始め摂津国内の一向宗諸道場を放火する[331]。
- 12月 京都で徳政一揆起こる[57][329]。

天文2年（1533年）
- 2月10日 細川晴元、一向宗徒に敗れ淡路に逃亡[293]。
- 3月20日 大和国の塗師・松屋久政、最古の茶会記『松屋会記』の執筆を始める[332]。
- 3月29日 木沢長政と法華宗徒、摂津・伊丹城で一向宗徒を破る[293][333]。
- 4月21日 足利義晴、六角定頼・義賢の観音寺城に御成[334]。
- 4月24日 宗碩、長門国で客死する[335]。
- 4月 法華宗徒、大坂本願寺を攻撃。
- 4月 足利義晴、阿波守護・細川氏之（持隆）に出兵を要請。阿波勢渡海[336]。
- 5月5日 晴元・長政・法華宗徒、大坂本願寺を攻撃[293]。
- 5月18日 細川晴国方の細川国慶、洛北高雄で晴元勢と合戦し破る[337]。
- 6月20日 三好長慶の仲介により、晴元と本願寺証如が和睦する[338][339]。
- 10月21日 高国派の波多野秀忠、晴元派の丹波稲継城を攻略。高国派、丹波国を平定[340]。

天文3年（1534年）
- 2月 京都・上京に自治組織「六町」が成立[341]。
- 3月12日 下間頼秀、証如を拉致する[342]。
- 5月 細川晴元と本願寺の和睦が破れる[343]。
- 8月20日 京極高清・高延父子、小谷の浅井亮政亭に御成[344][345]。
- 8月28日 晴元、上洛する[295]。
- 8月 河内守護・畠山稙長、守護代・木沢長政に追放される[346]。
- 9月3日 足利義晴、近江・坂本から帰洛[347][295]。
- 11月21日 足利義維派の公卿・九条稙通が出奔[348]。
- 12月 義晴、大内義隆と大友義鑑の和睦を図る。

天文4年（1535年）
- 2月18日 六角定頼、江北に出馬[349]。
- 6月13日 大坂本願寺、細川晴元方と合戦し大敗[350]。
- 6月29日 後奈良天皇、諸寺社に雨乞いを命じる[351]。
- 9月14日 下間頼秀・頼盛、本願寺から追放される[350]。
- 9月 六角・朝倉連合軍が美濃に出兵[352]。
- 11月 細川晴元と本願寺、再度和睦する[353]。

天文5年（1536年）
- 1月 証如、山科道場を再興[57]。
- 3月 京都・一条で叡山僧・華王房と法華宗徒・松本新左衛門久吉が宗論を行い華王房が論破される(松本問答)。
- 6月26日 木沢長政、信貴山城を築く[354]。
- 6月29日 大和・長谷寺、焼亡する[355]。
- 7月22日 天文法華の乱起こる。延暦寺宗徒と六角氏、洛中の法華宗寺院を攻撃。上京1/3焼失、下京全焼[356]。
- 7月28日 景徐周麟、『鹿苑日録』に醤油の発酵について記す[357]。
- 8月27日 足利義晴、内談衆を設置する[358]。
- 8月29日 細川晴国、家臣の裏切りにより天王寺で自害[245]。
- 9月24日 細川晴元上洛。三好長慶・木沢長政・波多野秀忠を供として義晴に出仕[359]。
- 閏10月 晴元、法華宗徒の洛中徘徊と寺院再興を禁止[57]。
- 11月19日 晴元、長慶邸に御成[360][361]。
- 11月 義晴と六角定頼が和睦[362]。

天文6年（1537年）
- 1月3日 京都五町組、足利義晴に初の年頭拝礼[363]。
- 12月 足利義晴、大内義隆に上洛を要請する[364]。

天文7年（1538年）
- 3月 京極高慶・六角定頼と京極高広・浅井亮政が近江・佐和山で合戦[365]。
- 4月4日 丹後海賊衆、越前・敦賀郡を攻撃[366]。
- 5月 六角定頼、近江北郡に出兵[367]。
- 6月 尼子氏、播磨に侵攻[364]。
- 7月9日 大坂寺内町、細川晴元から諸公事免許・守護不入権を獲得する[368][369]。
- 7月29日 足利義晴、細川晴元亭に御成[370]。
- 7月 播磨守護・赤松晴政、淡路に出奔[371]。
- 7月 遊佐長教、畠山政国を南河内守護に迎える[372]。
- 8月 畠山稙長と尼子晴久が共闘し上洛作戦を計画[373]。
- 9月21日 近江北郡の浅井亮政、徳政令を発布[374][375]。
- 9月 肥前国の大村純前、飛鳥井雅綱邸で蹴鞠を興行[376]。
- 11月 尼子晴久、播磨国三木城を攻撃[377]。

天文8年（1539年）
- 4月8日 赤松晴政、阿波細川氏・三好氏と共に明石に上陸[336][378]。
- 6月 三好長慶、細川晴元に河内十七箇所の代官職を望むも拒否され関係が悪化。
- 閏6月-7月 奥州探題・大崎義直派遣の使節団が上洛。南部氏、葛西氏が参加[379][380]。
- 7月28日 晴元と長慶、足利義晴と六角定頼の仲介により和睦[381][382]。
- 7月 幕府、土倉の要求を受け入れ徳政を停止[57]。
- 8月 近畿で大洪水[57]。
- 10月18日 足利義晴、定頼邸御成[383]。
- 12月 尼子晴久、再度播磨国に侵攻[377]。

天文9年（1540年）
- 2月 堺に出奔中の赤松政村、足利義晴に尼子氏との和睦の仲介を求める[384]。
- 3月 六角義賢、北伊勢に出兵。10月までの長陣になる[385]。
- 4月26日 丹後海賊衆、再び越前・敦賀郡を攻撃[386]。
- 7月 丹後・加佐郡に越前から500艘の船団が襲来。4月の丹後海賊衆による敦賀郡攻撃の報復[386]。
- 9月23日 伊勢貞孝亭で楊弓会事件起こる[387]。

天文10年（1541年）
- 8月12日 細川晴元、三好長慶と三好政長に塩川国満の摂津一庫城攻撃を指示[388]。
- 9月29日 木沢長政勢、一庫城を後巻[389]。
- 10月2日 長慶、一庫城から摂津・越水城に退却[389]。
- 10月 長政、京都に向け進軍。足利義晴・晴元出奔。
- 12月 晴元、長政討伐のため摂津に出陣。

天文11年（1542年）
- 1月20日 畿内で大地震発生[177]。
- 3月17日 太平寺の戦い。三好長慶と木沢長政が合戦し、長政が敗死。
- 3月 足利義晴帰洛。
- 3月 畠山稙長、河内守護に復帰[346]。
- 3月 生野銀山、操業を開始する[390]。
- 4月 幕府、30年ぶりに撰銭令を発布[57]。
- 10月1日 池坊専応、「専応口伝」を著す[57][391]。
- 11月14日 後奈良天皇、法華宗諸寺に帰洛許可の勅許を発する[57][392][393]。
- 12月13日 細川高国後継の細川氏綱、堺南口で和泉守護・細川元常方と合戦[394]。

天文12年（1543年）
- 6‐8月 武田信虎、上洛し畿内を遊覧する[395]。
- 7月25日 細川氏綱と細川晴元勢が堺で合戦。晴元方敗れる[396][397]。
- 7月 足利義晴、坂本に逃れる。
- 10月19日 氏綱、和泉へ逃れる[397]。
- 10月 一条房通、土佐に下向[57]。

天文13年（1544年）
- 2月 伊勢・山田原で大火。6千軒焼失[98]。
- 3月 伊予国の河野通直、足利義晴の招喚を受け上洛する[398]。
- 7月 六角定頼、足利義晴と細川晴元間の和睦仲介のため上洛する[399]。
- 7月 畿内で大風雨、洪水が発生[57]。
- 9月 宗牧、東国へ旅立つ。

天文14年（1545年）
- 5月25日 細川晴元と旧高国派、山城・宇治田原で合戦。激戦になる[400]。
- 5月 畠山稙長死去。
- 7月27日 三好長慶、丹波に出兵。内藤備前守を破る[401]。
- 9月22日 宗牧、下野・佐野で死去。

天文15年（1546年）
- 8月 細川晴元、細川氏綱・畠山勢討伐のため三好長慶を堺に派遣。
- 8月 氏綱・遊佐長教、堺に駐留の長慶を包囲[402]。
- 8月20日 堺の会合衆、長慶と氏綱の和睦を仲介。長慶、堺から撤退[299][403]。
- 9月4日 氏綱・長教、晴元方・山中又三郎の摂津・大塚城を開城させる[301]。
- 9月13日 氏綱派の細川国慶が上洛[300]。
- 9月14日 晴元、丹波に出奔[301]。
- 9月18日 氏綱・長教、晴元方・芥川孫十郎の芥川山城を攻略[301]。
- 10月 山城国・西岡で徳政一揆起こる[404]。
- 10月 長慶、堺で氏綱・畠山勢に包囲される。細川氏之・三好実休、長慶救援のため2万の軍勢で阿波国から畿内へ渡海[336][405]。
- 11月10日 幕府、徳政令を発布[406]。
- 11月 義晴、勝軍地蔵山に築城を開始[407]。
- 12月 足利義晴、子の足利義輝に将軍職を譲る。朝廷、義晴を右大臣に補任[408]。

天文16年（1547年）
- 1月14日 細川国慶、京都を離れる[409]。
- 2月20日 細川晴元、細川氏綱方の摂津・原田城を開城させる[305]。
- 3月22日 晴元、氏綱方の摂津国人・三宅国村を降伏させる[305]。
- 3月29日 足利義晴・義輝父子、晴元と反目し将軍山城に籠る[305][410]。
- 4月 六角定頼、長慶の手引きにより義晴方から晴元方に転向[411]。
- 6月17日 延暦寺と洛中の日蓮宗諸寺が定頼の仲介により和睦[412]。
- 7月19日 義晴、将軍山城を自焼し坂本に退く[413]。
- 7月21日 舎利寺の戦い。長慶と細川氏綱方の遊佐長教が合戦。長教敗走。
- 7月29日 義晴・義輝と晴元・六角定頼が和睦[381][414]。
- 8月27日 紀伊・根来寺の大塔、67年をかけ完成する[415]。
- 10月6日 国慶、京都北効の大将軍で討死[312]。

天文17年（1548年）
- 4月21日 六角定頼、夫婦で奈良を訪問し、細川晴元・三好長慶と畠山政国・遊佐長教の和睦を仲介する[416][417]。
- 4月 細川氏之・三好実休、1年半にわたる畿内遠征を終え阿波に帰国[405]。
- 6月7日 足利義晴、坂本から帰洛[418]。
- 6月29日 足利義晴・義輝父子、晴元亭に御成[419]。
- 10月28日 長慶、細川氏綱方に転じる[420][421]。
- 12月10日 長慶、遊佐長教と起請文を取り交わす[422]。

天文18年（1549年）
- 2月18日 堺で三好長慶、遊佐長教が会談を行う[423]。
- 4月 細川晴元、近江に赴き六角定頼と会談[424]。
- 5月9日 堺北庄で三好長慶・遊佐長教と畠山在氏が合戦。在氏没落[425]。
- 5月28日 晴元、摂津に出陣。三宅城に入城[426]。
- 6月24日 江口の戦い。三好勢、晴元方の三好政長を敗死させる。
- 6月27日 足利義晴・足利義輝・晴元、坂本に出奔[420]。
- 7月9日 細川氏綱と長慶上洛。氏綱、細川家の家督を相続[420]。
- 8月8日 荒木田守武死没[427]。
- 10月18日 義晴、京都郊外に中尾城の築城を始める[428]。
- 12月11日 六角氏、近江・枝村惣中に初の楽市令を発布[429][427]。

天文19年（1550年）
- 2月16日 足利義晴、築城中の中尾城に「鉄砲用心」のため壁を二重に作り、間に石を入れ防御力を高める[430][431]。
- 3月28日 三好長慶、細川晴元方の摂津・伊丹城の伊丹親興を遊佐長教の仲介により開城させる[432]。
- 5月4日 義晴、坂本で死没。
- 6月9日 義輝と晴元、中尾城に入城[433]。
- 7月12日 清原宣賢、越前で没[92]。
- 7月 長慶と阿波勢が上洛。晴元勢と対峙。
- 7月 京都郊外で三好勢と晴元勢が小競り合い。鉄砲が使用され三好方の1名が死亡。戦場における鉄砲使用の早期の例[434]。
- 8月3日 晴元、越前に下向[435]。
- 8月16日 摂津の有馬村秀、寺内町誘致のため名塩・木下の両村を教行寺に寄進する[436]。
- 10月20日 長慶の摂津勢、上洛。
- 11月19日 長慶、4万の勢力で上洛。
- 11月20日 長慶方の松永長頼、近江に進出し大津を放火[437]。
- 11月21日 中尾城の戦い。義輝、近江に逃走。

天文20年（1551年）
- 1月30日 伊勢貞孝らが近江滞在中の足利義輝の京都への連れ戻しを企む[438]。

- 1月 フランシスコ・ザビエル上洛。

フランシスコ・ザビエル

- 1月 三好長逸、御所庭園を拝観[437][注釈 7]。
- 2月7日 三好方の松永長頼、近江に侵攻も山岡氏に敗れる[438]。
- 2月10日 足利義輝、近江・朽木に移座[440]。
- 2月27日 長慶と六角氏、京都郊外・北白川で合戦[440]。
- 3月7日 長慶、吉祥院で暗殺未遂[441]。
- 3月14日 長慶、伊勢貞孝邸で暗殺未遂[441]。
- 3月15日 長慶、山崎に出奔[441]。
- 3月15日 細川晴元方の丹波勢、京都に進出。京都郊外を放火[442]。
- 5月5日 遊佐長教、暗殺される。
- 7月 相国寺の戦い。三好方の松永兄弟率いる摂津・大和勢4万が相国寺に陣取る晴元方の丹波勢を攻撃。丹波勢撤退。相国寺炎上。

天文21年（1552年）
- 1月2日 六角定頼没。子の六角義賢、跡を継ぐ。
- 1月28日 義賢、足利義輝と三好長慶の和睦を仲介。義輝上洛。畿内の領主達数千人が出迎える[443]。
- 2月26日 細川氏綱・長慶、上洛し義輝に謁見。
- 2月31日 氏綱、義輝に細川家家督相続を承認される。
- 2月 上・下京衆、京都で勧進猿楽を行う[57]。
- 2月 河内で畠山氏内衆の萱振・中小路・田川・吉益氏が粛清される[444]。
- 3月12日 細川晴元、若狭に出奔[445]。
- 4月25日 長慶、丹波・八上城を包囲[446]。
- 5月23日 長慶、丹波から撤退[446]。
- 5月23日 畠山高政が河内に侵攻。畠山尚誠、敗れて没落する[447]。
- 8月 晴元と長慶が和睦。晴元、嫡男の六郎を長慶に預ける[448]。
- 9月 晴元、丹波に出奔。
- 10月28日 長慶、再び丹波に出兵[449]。
- 11月12日 長慶、丹波から撤退[449]。
- 11月27日 晴元、山城・西岡に進出[449]。
- 11月 義輝、晴元の上洛に備え霊山城を築城[438]。
- 12月1日 長慶上洛、祇園に着陣[438]。

天文22年（1553年）
- 2月23日 三条西公条と里村紹巴、大和国・吉野へ観桜旅行に旅立つ[450]。
- 2月 細川晴元、丹波から高雄に進出。
- 3月8日 足利義輝と三好長慶が反目。義輝、東山霊山城に入城[451]。
- 6月 足利義維派の三好実休・十河一存、足利義輝派の阿波守護・細川氏之（持隆）を阿波・勝瑞城で殺害[452]。
- 7月 晴元、長坂から出張。
- 8月1日 長慶・畠山高政・安見宗房ら2万5千の勢力で入洛[453]。
- 8月2日 義輝・晴元、丹波に退く[454]。
- 8月29日 長慶、本拠を摂津・越水城から摂津・芥川山城に移す[455]。
- 8月30日 義輝・晴元、朽木に移座[456]。
- 9月3日 長慶、松永久秀・長頼兄弟を晴元方討伐のために丹波に出兵させる[457]。
- 9月 上杉謙信、越後より上洛。
- 9月 長慶、松永兄弟に丹波攻めを命じるも敗れる。

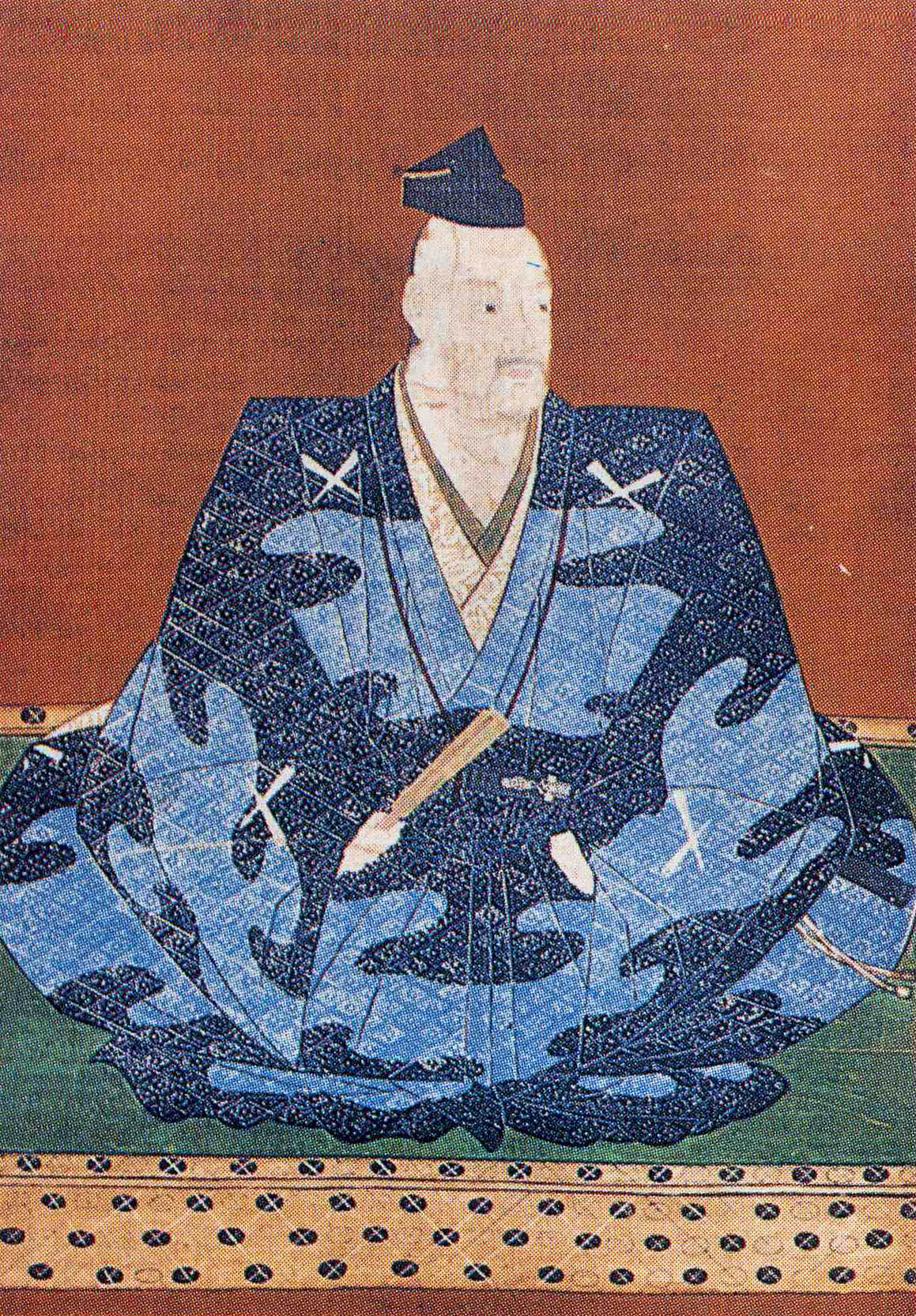
浅井久政

- 11月13‐14日 上杉謙信、和泉国堺を訪問[458]。
- 11月 近江国で「北郡錯乱」。地頭山の戦いで六角義賢が浅井久政を撃破[459][460]。

天文23年（1554年）
- 1月19日 大友義鎮、足利義輝に「南蛮鉄砲」を献上する[461][462]。
- 4月12日 三好長慶、松永久秀を再度丹波に派遣する[457]。
- 9月1日 長慶、三好長逸を播磨に派遣し別所氏を攻撃[463]。
- 9月27日 長慶、3度丹波に出兵するが敗れる[464]。
- 10月12～28日 淡路・洲本で三好家兄弟会議。長慶、三好実休、十河一存、安宅冬康が参加[465]。
- 11月 三好勢、播磨の細川晴元方を攻撃[466]。

## 弘治・永禄年間

### 概説
弘治年間に入っても三好長慶と足利義輝・細川晴元の抗争は続いたが、弘治3年（1557年）、晴元の息女が六角義賢の猶子に入ったうえで本願寺顕如に輿入れしたことにより三者による同盟が締結された。これにより東方の晴元・六角氏と西方の大坂本願寺による三好包囲網が成立し、翌永禄元年（1558年）、義輝の上洛作戦が再び発動された。三好勢と将軍方は京都郊外でにらみ合いとなり戦局は膠着したが、永禄元年（1558年）11月になって六角氏の仲介により、義輝と長慶の間で和睦が成立。義輝は5年ぶりに還京し、久しぶりに京都に幕府が存在する状況が復活し、幕府と三好政権が並立する状況が生まれた。細川晴元はなおも反長慶の戦いを続けたが永禄4年（1561年）になって長慶と和睦し、永禄6年（1563年）摂津・普門寺で亡くなった。
天文末年以降の畠山氏権力内では遊佐長教暗殺の首謀者である萱振氏を討伐した安見宗房が台頭し、永禄元年（1558年）には河内守護・畠山高政が紀伊国に出奔する事態が起きていた。このような状況に対し永禄2年（1559年）、長慶は高政の河内国復帰を支援するために河内に出兵した。長慶は宗房を飯盛山城に逼塞させ、高政を高屋城に復帰させた。しかし永禄3年（1560年）になると高政と宗房は和睦し長慶と争うようになった。長慶は再び河内に侵攻し、敗れた高政と宗房は紀伊に逃れた。また三好氏の重臣・松永久秀が宗房と友好関係にあった筒井順慶を攻撃するため、長慶の河内攻めと連動して大和国に侵攻し、以後大和での支配を拡大させていった。河内を平定した長慶は永禄3年（1560年）11月、摂津芥川山城を嫡男の義興に譲り、自らは北河内の飯盛山城に本拠を移した。また南河内の高屋城には三好実休が入城し、和泉岸和田城には十河一存と一族を配置。京兆家当主・細川氏綱の拠る山城国淀城、淡路洲本城の安宅冬康や大和信貴山城・多聞山城の松永久秀も含め、三好氏は五畿内に強力な支配体制を構築した。
前述の通り永禄4年（1561年）、細川晴元と三好長慶との和睦が成立し、この時晴元の嫡男の昭元が氏綱の次に京兆家を継ぐことが決定した。しかし晴元次男の晴之の後見人である六角義賢がこの決定に反発し、三好氏と抗争中の畠山氏と連携し挙兵した。翌永禄5年（1562年）3月、畠山氏は久米田の戦いで三好実休を敗死させ、六角氏も洛中を占拠し三好氏は窮地に立たされた。しかし5月、教興寺の戦いで三好勢が畠山勢に大勝し畠山氏は紀伊に撤退。六角氏も三好氏と和睦し近江に退いた。教興寺合戦の結果、三好政権は全盛を迎えたが、永禄4年（1561年）3月には一存が死没。永禄6年（1563年）には長慶の後継者の義興が病没と、長慶を支える一門衆が相次いで亡くなった。永禄7年（1564年）5月、長慶は冬康を飯盛山城で自害させ、7月には長慶自身も43歳で亡くなった。三好本宗家は阿波三好家の義継が相続し、三好三人衆ら三好家の一門衆が義継を輔弼する体制がとられた。

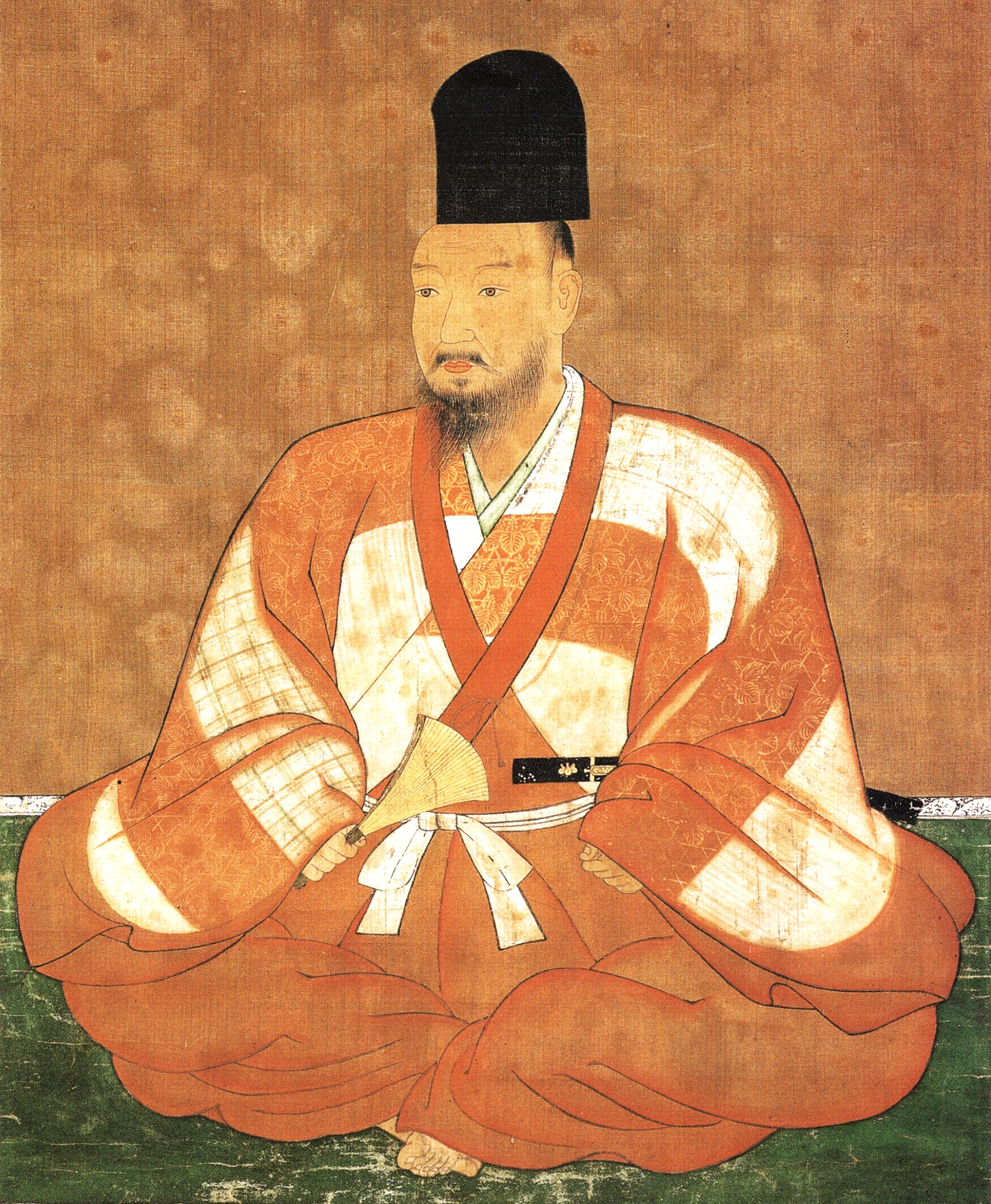
足利義輝

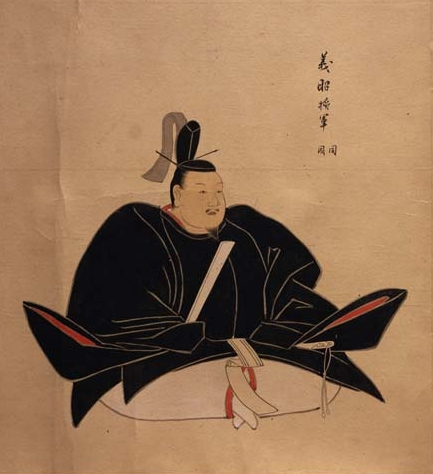
足利義昭

義輝と長慶の後を継いだ義興の間は良好で融和的な関係にあった。しかし義興が永禄6年に亡くなると義輝政権と三好政権の並立状況に変化が起き始めた。義輝は御所の改修に乗り出し、上杉謙信に北条氏康との和睦を促すようになった。永禄8年（1565年）5月、三好勢は義輝に何事かを訴えるために御所巻を行ったが、その最中戦闘に発展し義輝は戦死した。三好勢は義輝の弟の足利周暠を殺害。もう一人の弟足利義昭も興福寺に幽閉されたが7月に脱出し近江に逃れた。この状況下、反三好勢力が期待をかけていたのは関東管領の謙信だった。義昭・畠山氏は謙信に上洛を求め、越前の朝倉氏も謙信に上洛を勧めた。しかし武蔵を巡って北条氏と緊張関係にあった謙信は上洛することは出来なかった。
義輝弑逆後の三好政権内部では不和が生じていた。同年11月、三好三人衆は義継に久秀と義絶することを迫り、義継・三人衆と松永久秀は断交した。久秀は畠山高政と安見宗房と同盟し翌永禄9年（1566年）2月、両者は和泉国上野芝で合戦し三人衆方が勝利した。追い詰められた久秀は堺に立て籠もったのち、5月に姿をくらました。その後三好三人衆と畠山氏ら反三人衆勢力との間で和睦が成立し、畿内国人たちへの知行割も実施された。永禄10年（1568年）2月、久秀が再び姿を現し堺で蜂起した。義継・三人衆・宗房らが討伐に向かったが、三人衆との関係が悪化していた義継が離反し久秀と通じた。久秀と義継は大和を根拠地に三人衆と争うことになった。4月、三人衆は大和に攻め込み久秀・義継と奈良で市街戦を展開。さらに8月には畠山氏が再度反三人衆方に転じ、畠山氏・安見氏・根来寺衆も大和に軍勢を派遣し三人衆と対峙した。この奈良市街戦は6ヶ月もの長期に亘ったが10月10日夜、久秀・義継軍は東大寺大仏殿に陣取る三人衆を急襲し、大和国の支配を維持した（東大寺大仏殿の戦い）。
永禄11年（1568年）3月、三人衆に推戴され足利義栄が摂津・富田で将軍位に就任したが、上洛することは出来ず9月に同地で没した。
一方、近江・矢島に逃れた義昭は朝倉義景を頼って越前に入国し、上洛のための馳走を各地の戦国大名に呼びかけた。その中から以前より供奉の意思を示していた尾張の織田信長が、隣国・美濃の斎藤氏を追放し上洛への態勢を整えることに成功したため、永禄11年（1568年）7月、義昭は越前を発ち信長の本拠地美濃・岐阜へ移動した。9月、足利義昭は織田信長に供奉され上洛し、その後畿内平定を完了させた。10月、京都に凱旋し15代将軍に就任した義昭は、五畿内各守護の再編を実施し京都の防衛体制の強化を図った。西方の備えとして摂津には和田惟政・伊丹親興・池田勝正の三守護を、河内には三好義継・畠山高政を守護として配置。さらに大和に松永久秀、西岡へは三淵藤英・細川藤孝を配置。東方の越前・近江の備えには信長が当たった。
信長らが率いる幕府軍の前に一旦は本国の阿波に退いた三人衆だが翌永禄12年（1569年）1月、早くも兵を動かし京都・本圀寺に義昭を攻撃した（本圀寺の変）。しかし守護や奉公衆らによる幕府軍がよく守り三人衆を撃退した 。

### 年表
天文24年/弘治元年（1555年）
- 1月13日 三好長慶、赤松氏救援のため播磨に出兵。細川晴元方の明石城を開城させる[463]。
- 1月 長慶、別所氏の三木城を攻略し播磨を平定。
- 9月 稗貫義時、陸奥より上洛し足利義輝に謁見[499]。
- 9月 長慶、波多野元秀の丹波・八上城を攻撃[500]。
- 10月23日 弘治改元。

弘治2年（1556年）
- 4月 足利義輝、朝倉義景と加賀一向一揆の和睦仲介を行う[501][92]。
- 6月15日 松永久秀、摂津・越水城で三好長慶らを招いて「瀧山千句」を開催[502]。

弘治3年（1557年）
- 4月28日 上京、大火に見舞われる[503]。
- 5月3日 三好長慶・安宅冬康・谷宗養、尼崎で連歌会、「尼崎三吟」を催す[504]。
- 8月26日 畿内で台風の被害。洪水・高潮により死者多数[505]。
- 9月5日 後奈良天皇崩御。
- 10月 三好長慶、八上城を再攻撃[500]。

- 11月17日 正親町天皇践祚。

弘治4年/永禄元年（1558年）
- 2月28日 永禄改元。
- 2月 大和国宇智郡で惣郡一揆が成立[506]。

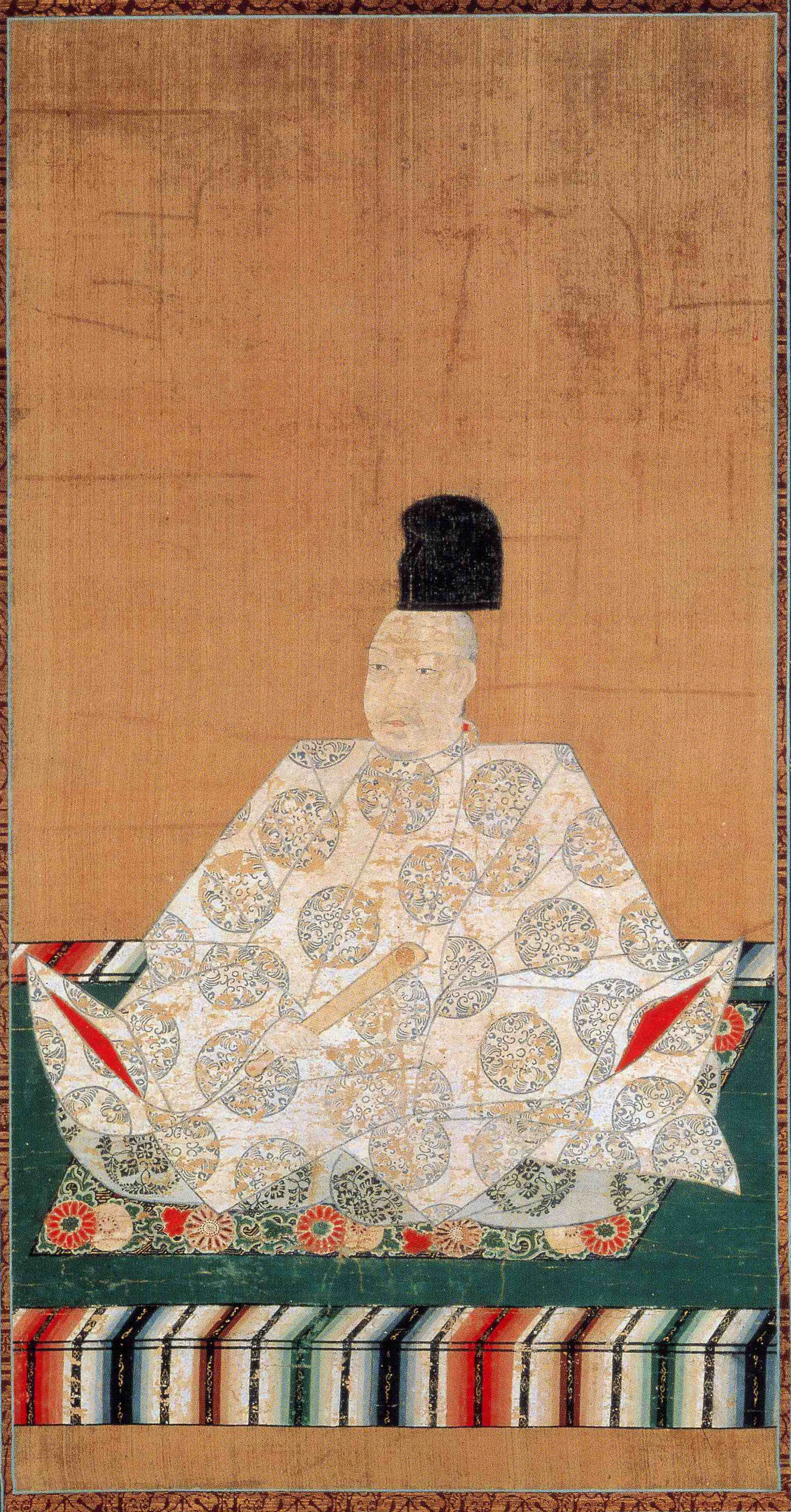
正親町天皇

- 3月 細川昭元、芥川山城で元服[507]。
- 4月 足利義輝と細川晴元、坂本に進出[508]。
- 6月9日 三好勢と義輝が北白川で合戦（北白川の戦い）。
- 7月9日 義輝と長慶との間で、帰洛に向けた交渉を開始[509]。
- 8月8日 赤松晴政、子の義祐と不和になり播磨・龍野城に出奔[510]。
- 9月 尼崎で三好家兄弟会議。長慶、三好実休、十河一存、安宅冬康、三好義興参加[466]。
- 11月27日 義輝、六角義賢の仲介により長慶と和睦し5年ぶりに帰洛。
- 11月30日 河内守護の畠山高政、安見宗房と反目し河内を出奔[511][512][513][476]。

永禄2年（1559年）
- この年から翌年にかけて、全国的に旱魃に見舞われる[514]。
- 2月2日 織田信長、尾張より上洛し足利義輝に謁見[106][515]。
- 4月21日 越後の上杉謙信、2度目の上洛。近江・坂本に到着[516]。
- 4月 浅井賢政、六角氏と義絶する[517]。
- 5月1日 謙信、正親町天皇に謁見。
- 5月24日 謙信、義輝に謁見[516]。
- 5月29日 三好長慶により和泉に派遣された松永久秀、根来寺衆徒と合戦し敗れる[518]。
- 5月 足利義輝、毛利元就と尼子晴久の和睦調停のため使僧を遣わす[106]。
- 5月 斎藤義龍、美濃より上洛。
- 6月1日 大舘晴光、北条氏康から嫡男・氏政の相伴衆への推挙を要望される[519][注釈 9]。
- 6月 三好勢、大和に侵攻[520]。
- 7月24日 長慶、河内で安見宗房を破る[511]。
- 7月 義輝、御所の造営を始める[521]。
- 8月6日 松永久秀、大和に侵攻。筒井・十市・万歳氏、大敗を喫し筒井城が落城する[522][523]。
- 8月8日 松永久秀、大和・信貴山城を居城とする[524]。
- 8月 畠山高政、河内高屋城に復帰[525]。
- 8月 山科言継、長橋局に醤油の小桶を贈る。史料上の醤油の初出[526]。
- 10月6日 狩野元信没。
- 10月26日 謙信、越後に帰国[527][518]。
- 11月20日 正親町天皇、楠木正成を赦免する[528]。
- 12月15日 本願寺、門跡の勅許を得る[529]。
- 12月 ガスパル・ヴィレラ上洛。

永禄3年（1560年）
- 3月 幕府、ガスパル・ヴィレラにキリスト教の布教を許可する。
- 3月 近畿で旱魃が起こる[57]。
- 3月16日 大友義鎮、足利義輝に石火矢と種子島筒を献上する[530]。
- 4月8～28日 洲本で三好家兄弟会議。三好長慶、三好実休出席[531]。
- 5月20日 大和・興福寺で酒に火入れを行う。世界初の低温殺菌法[532]。
- 5月 三好勢、河内に侵攻。
- 6月 足利義輝、御所を完成させる[533]。
- 6月 松永長頼、丹波国から若狭国へ出兵[534]。

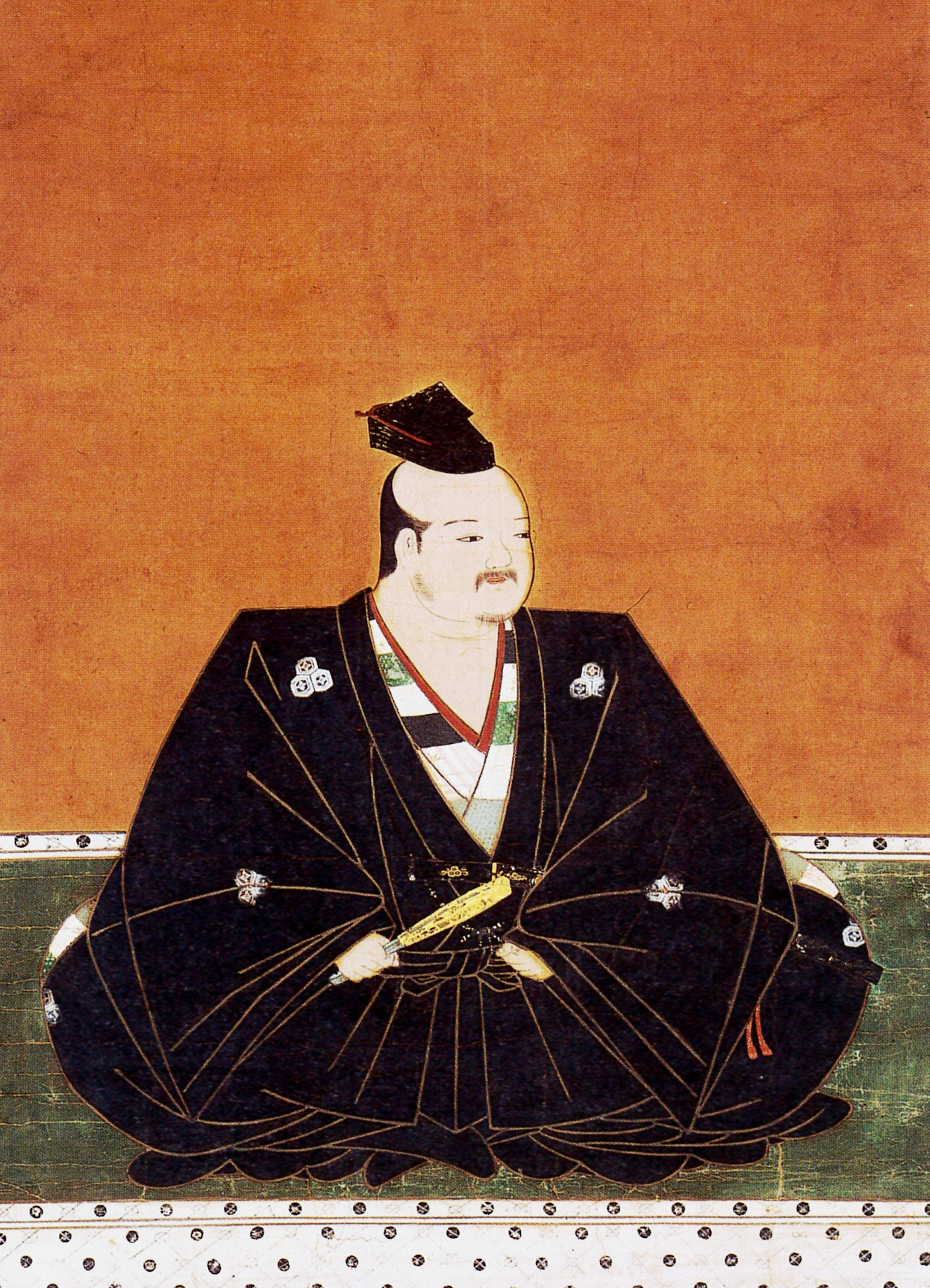
浅井長政

- 7月24日 松永久秀、再び大和に侵攻。筒井順慶、没落する[522]。
- 8月 野良田の戦い。浅井長政、六角義賢を降す。
- 9月 近衛前久、京都を出奔し越後に下向[535]。
- 10月24日 長慶、安見宗房の河内・飯盛山城を攻め落とす[536]。
- 10月27日 長慶、河内守護・畠山高政の高屋城を開城させる[536]。
- 10月 顕如と甲斐・武田信玄、同盟を結ぶ[537][注釈 10]。
- 11月13日 長慶、飯盛山城に入城[476]。
- 11月 久秀、信貴山城に天守を造営[538]。
- 11月 久秀、大和国宇陀郡に出兵[539]。
- 12月 美濃斎藤氏、六角氏と連携し浅井氏を攻撃[540]。

永禄4年（1561年）
- 2月1日 三好長慶・三好義興・松永久秀、足利義輝より桐紋を拝領する[541]。
- 2月 浅井賢政、美濃の斎藤義龍を攻撃[542]。
- 3月3日 義輝、長慶邸御成[543]。
- 3月18日 十河一存死去。

- 3月30日 義輝、義興亭に御成[544]。

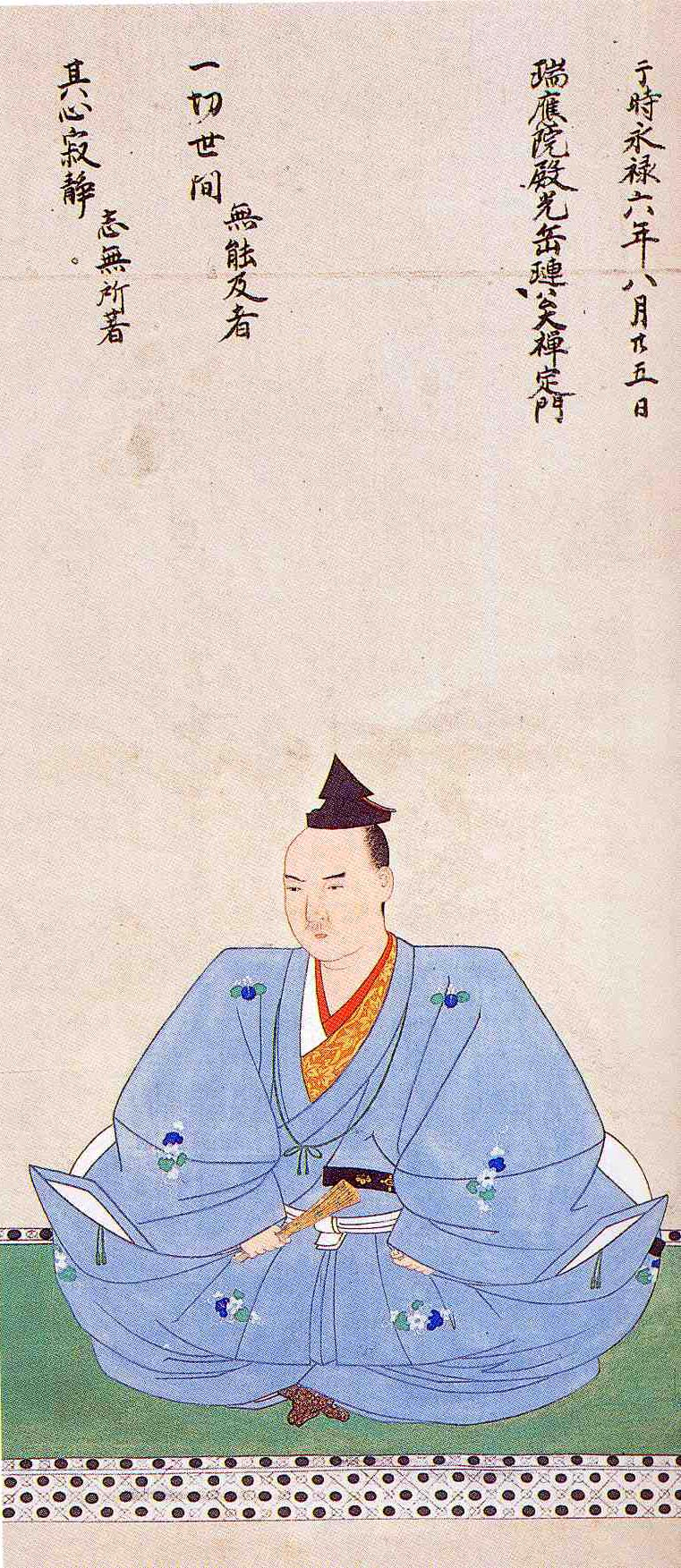
三好義興

- 3月 六角義賢・ 義弼父子、浅井方の佐和山城を攻略[545]。
- 閏3月12日 義輝、毛利元就に尼子義久との和睦を求める[106]。
- 5月27日 長慶、河内・飯盛山城で「飯盛千句」開催[546][547]。
- 6月 京都、奈良に大風雨・洪水[57]。
- 6月 松永長頼、若狭国の紛争へ介入。武田義統・朝倉景紀と合戦し敗北[548][534]。
- 7月28日 六角義賢・畠山高政ら、長慶に背き挙兵。六角勢、洛外北白川に進出[549][550]。
- 8月17日 元就、義久との和睦に応じる[106]。
- 11月18日 足駄上人、紀伊国那智より補陀落渡海を行う[551]。
- 11月24日 将軍地蔵山の戦い。三好勢、義賢を攻撃。義賢敗走[550][552]。

永禄5年（1562年）

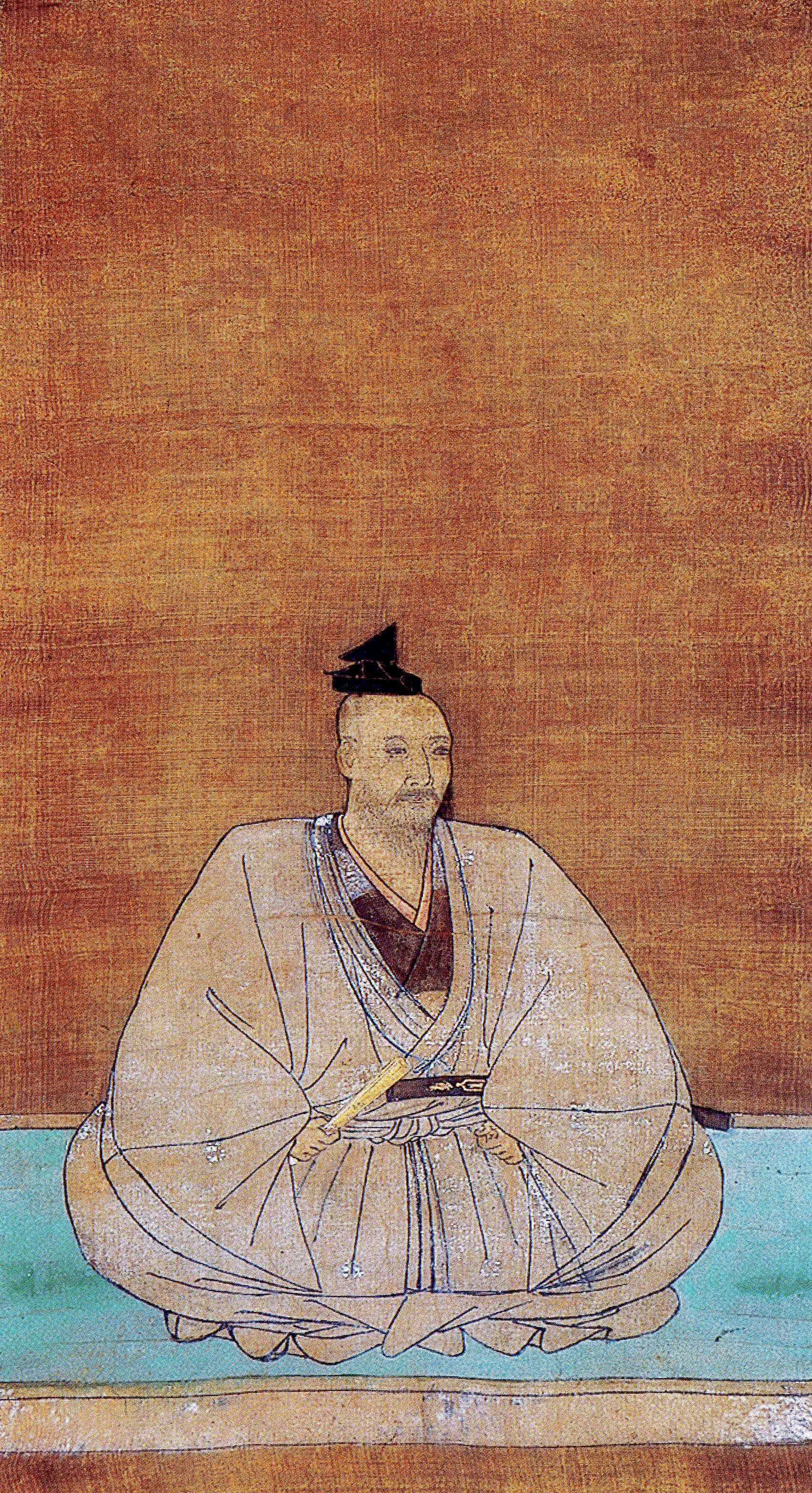
三好実休

- 3月5日 久米田の戦い。三好実休、畠山高政に敗れ戦死。
- 3月6日 三好長慶、足利義輝を石清水八幡宮に避難させる[553][554]。
- 3月7日 六角義賢、洛中を占拠する[555][554]。
- 3月18日 幕府、山城国・西岡に徳政令を発布[553][556]。
- 3月 富田林寺内町、畠山高政から「大坂並」文言を含む寺内町特権を獲得する[557]。
- 4月20日 義賢、洛中に徳政令を発布[558]。
- 5月19日 教興寺の戦い。三好長慶、畠山高政を破る。
- 5月 細川晴元と長慶が和睦。
- 5月 松永久秀、大和・多聞山城の築城を始める[559]。
- 6月2日 義賢、三好氏と和睦し近江国に帰国する[560][555]。
- 6月22日 足利義輝帰洛[554]。
- 8月2日 近衛前久、越後から帰洛[554]。
- 8月25日 伊勢貞孝、謀反を起こす[554]。
- 8月 反三好勢が蜂起。安見氏・根来寺衆徒、和泉・岸和田城を攻撃[561]。
- 8月 松永久秀、山城南部と大和に徳政令を出す[562][563][注釈 11]。
- 9月12日 三好義興らが貞孝を攻撃。貞孝敗死[554]。
- 11月 久秀、春日大社で七ヶ夜陪従神楽を催す[565]。

永禄6年（1563年）
- 1月24日 和泉で三好勢と根来寺が合戦[566]。
- 1月 毛利元就、大森銀山を朝廷・幕府に献上。以後、京都での銀使用が増加[567]。
- 2月25日 細川氏綱、淀城で最後の「細川千句」を催す[568]。
- 3月1日 細川晴元、摂津・富田の普門寺城で死去。
- 5月 足利義輝、大友・毛利氏間の和睦調停を行う[569]。
- 6月 三好長慶の家臣73名が、飯盛山城でガスパル・ヴィエラから洗礼を受けキリスト教に改宗する[570]。
- 8月25日 三好義興死去。
- 9月23日 伊勢神宮・外宮、130年ぶりに正遷宮を行う[571]。
- 10月1日 六角義治、重臣の後藤賢豊父子を殺害(観音寺騒動)。
- 10月6日 浅井長政、江南に出兵[572]。
- 10月16日 三好氏と根来寺、堺で会談し和睦[566]。
- 12月20日 細川氏綱没。
- 閏12月 松永久秀、家督を嫡男の久通に譲る[487]。

永禄7年（1564年）
- 1月 三好義継・松永久通、上洛し足利義輝に出仕[487]。
- 5月9日 安宅冬康、兄の三好長慶に自害させられる。
- 5月13日 義輝、上杉謙信に御内書を発し北条氏康との和睦を求める[485]。
- 6月22日 義継、家督相続の挨拶のため上洛[573]。
- 7月4日 長慶没。
- 12月26日 大坂本願寺が焼亡する[574]。
- 12月 京都で三好家重臣会議を開く[531]。篠原長房、松永久秀、三好長逸出席。

永禄8年（1565年）
- 2月 和泉国で僧侶が補陀落渡海を行う[575]。
- 3月23日 足利義輝、再度上杉謙信に北条氏康との和睦を求める[485]。
- 5月19日 永禄の政変起こる。義輝、三好三人衆らに襲撃され討死。
- 6月24日 河内守護・畠山氏、謙信に「天下御再興」のため上洛を求める[487]。
- 7月5日 正親町天皇、キリシタン追放の綸旨を発する[576]。
- 7月 松永久秀、ガスパル・ヴィレラ、ルイス・フロイスら宣教師を京より追放。
- 7月28日 足利義昭、興福寺から近江・矢島に脱出[573]。
- 8月5日 義昭、謙信に御内書を発し上洛を求める[577]。
- 8月2日 荻野直正、丹波国守護代・内藤宗勝を討ち取る[578]。
- 11月16日 久秀、義継と三人衆から離反。畠山氏らとともに反三人衆方として行動[579][580]。

永禄9年（1566年）
- 2月17日 三好三人衆、和泉・上野芝で松永久秀・畠山高政・根来衆と合戦し撃破（家原の戦い）[581][582]。

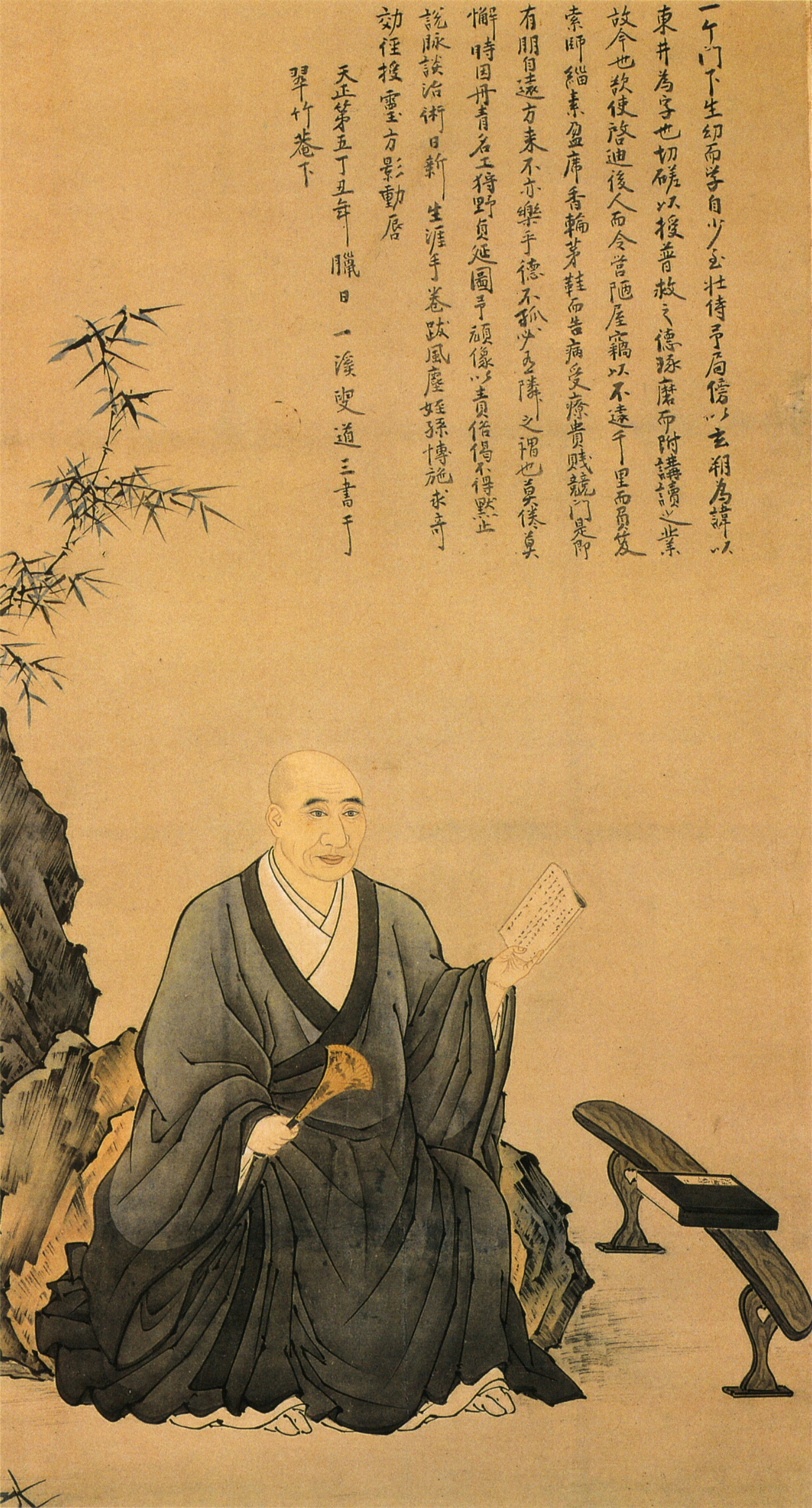
曲直瀬道三

- 2月 足利将軍家、出雲陣中で発病の毛利元就のために曲直瀬道三を遣わす[583]。
- 3月17日 幕府・三好氏、京都に撰銭令を発布[584][585]。
- 5月 畠山氏・松永久秀、河内で三人衆と合戦し敗北[586]。
- 5月30日 松永久秀、堺から逃亡[582][573]。
- 6月11日 阿波の篠原長房、足利義栄の先方として摂津に渡海[573]。
- 8月17日 長房、2万5千の軍勢で久秀方の摂津・滝山城を攻略[587]。
- 8月29日 義昭、若狭に逃れる[92]。
- 9月8日 義昭、越前に移動[588][92]。
- 9月23日 足利義維・義栄父子、阿波より摂津に渡海[589]。
- 9月 三好氏、再度京都に撰銭令を発布[584]。
- 12月7日 足利義栄、摂津・越水城から摂津・富田の普門寺に移座[590][591]。
- 12月 近江・坂本で六角義賢と三好三人衆が会談[592]。

永禄10年（1567年）

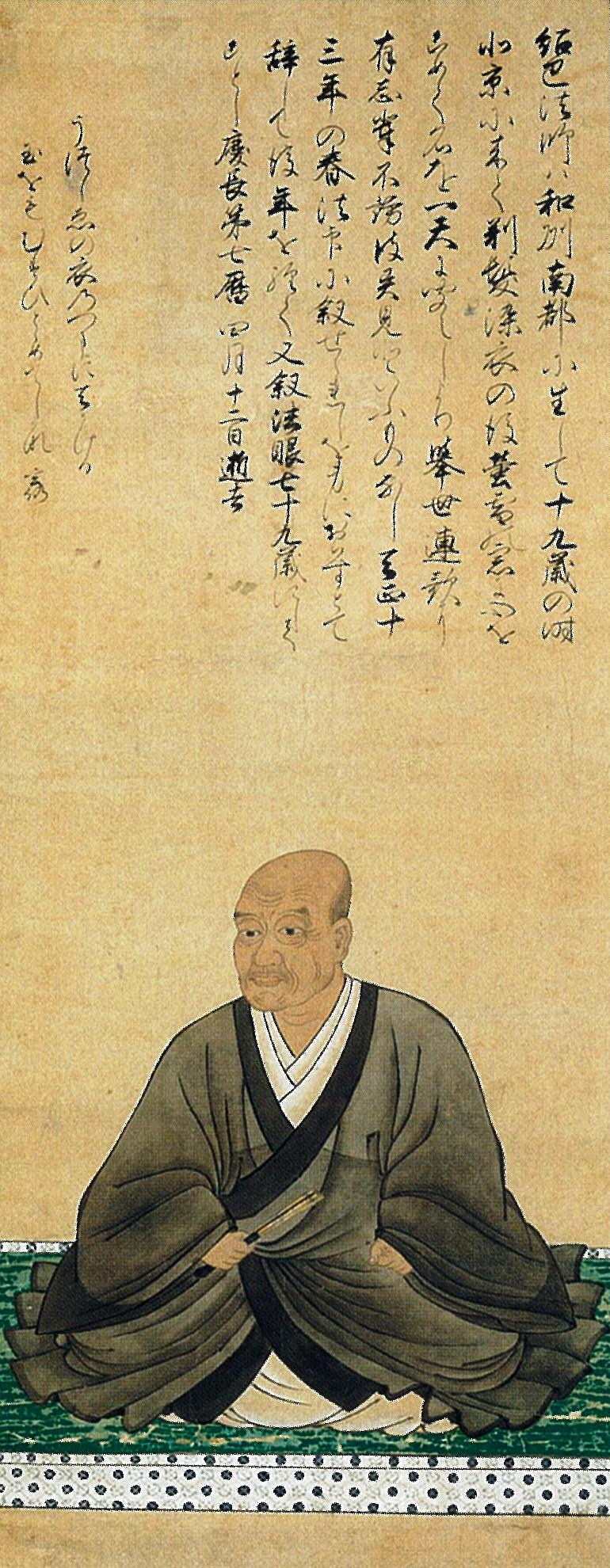
里村紹巴

- 2月9日 曲直瀬道三、安芸の毛利元就に九ヵ条の意見書提出。元就の領民統治に苦言を呈す[593]。
- 2月10日 里村紹巴、京を出立。
- 2月10日 足利義輝追悼の大施餓鬼が真如堂において2800人規模で実施される[594]。
- 2月16日 三好義継、三人衆から離反し久秀と合流。畠山氏・根来寺とともに反三人衆方として活動を始める[595][573]。
- 4月12日 義継と松永久秀、多聞山城に入城[596]。
- 4月18日 六角氏式目制定[597][598]。
- 8月27日 紹巴、帰洛。
- 8月 三好長逸、三好宗渭、篠原長房、朝廷にキリスト教禁教令の撤回を求める[599]。
- 8月 織田信長、伊勢北部に出兵[600]。
- 10月7日 永禄の政変の犠牲者を悼むため安芸より人形武者600人が上洛し、真如堂で風流を行う[601]。
- 10月10日 東大寺大仏殿の戦い。義継・久秀と三好三人衆が奈良で市街戦。東大寺大仏殿全焼。
- 11月16日 朝廷、義栄の将軍宣下を拒否[602]。
- 11月22日 義昭、一乗谷に移動[92]。
- 12月 足利義昭、朝倉義景と加賀一向一揆の和睦仲介を行う[588]。

永禄11年（1568年）
- 2月8日 足利義栄、将軍宣下[573]。
- 2月26日 津田宗及、堺の自邸にて三好長逸、三好宗渭、三好康長、篠原長房ら三好氏重臣約150人を饗応する[603]。
- 2月 織田信長、伊勢に再出兵し伊勢北部を平定[600]。
- 5月17日 足利義昭、朝倉義景亭に御成[604]。
- 6月24日 義昭、越前を離れる[605]。
- 7月24日 義昭、美濃に立政寺に移動[92]。
- 8月7日 義昭を供奉する信長、義景に近江・佐和山まで出兵を求めるが拒否される[92]。
- 8月14日 信長、六角氏に義昭上洛の供奉を求める書簡を送る[606]。
- 8月17日 三好三人衆、近江に赴き六角義賢・義治父子と会談。「天下之儀」について話し合う[607]。
- 9月7日 信長、美濃から近江に出陣[608]。
- 9月10日 義栄死去。
- 9月12日 観音寺城の戦い。六角氏、信長に敗れ甲賀に逃亡する[609]。
- 9月13日 信長、観音寺城に入城。江南の諸氏、信長に恭順を示す[609]。
- 9月26日 義昭は清水寺に、信長は東寺へ近江から着陣する[610]。
- 9月30日 義昭、摂津芥川山城に入城。信長、畿内平定戦を開始[611]。
- 9月 近衛前久、再び出奔[612]。
- 10月4日 畠山高政・秋高父子、幕府に出仕する[613]。
- 10月5日 松永久秀、義昭と信長に出仕[614]。
- 10月10日 幕府と織田軍、大和国に侵攻[615][616]。
- 10月14日 義昭、芥川山城から上洛[617]。
- 10月18日 義昭将軍宣下。義昭、畿内の守護を再編。
- 10月24日 義昭将軍宣下の祝賀能が開かれる[618]。信長、義昭より桐紋・引両を拝領する[619]。
- 12月28日 三好三人衆、松永久秀方の和泉国・家原城を攻落する[620]。

永禄12年（1569年）
- 1月5日 三好三人衆、本圀寺の足利義昭を攻撃(本圀寺の変)。
- 1月6日 三人衆と義昭方の後詰勢が桂川で合戦。三人衆、京都より撤退する[621]。
- 1月14日 織田信長、「殿中御掟」を定める[622]。
- 2月27日 信長、義昭の御所修築を始める[623]。
- 2月28日 信長、京都に撰銭令を発する[624]。
- 3月1日 信長、摂津・天王寺に撰銭令を発する[624][625]。
- 3月16日 信長、京都及びその近郊に撰銭令を発布する[626]。
- 4月8日 信長、キリシタンに洛中居住を許可する[627]。
- 4月15日 義昭、キリシタンに洛中居住を許可する[627]。
- 4月20日 京都で朝山日乗とルイス・フロイスが宗論を行う[628]。
- 4月25日 正親町天皇、宣教師追放の綸旨を発布[627]。
- 4月 顕如と朝倉義景が和睦[92]。
- 5月 信長、禁裏の修造を始める[629]。
- 6月1日 フロイス、二条城で信長に金平糖を献上する[630]。
- 8月28日 信長、北畠氏の伊勢・大河内城を包囲(大河内城の戦い)。
- 8月 毛利元就、義昭に出兵を要請。信長、播磨・但馬両国に木下秀吉・坂井政尚を派遣し但馬守護・山名氏を攻撃させる[631][632]。
- 10月4日 信長と北畠氏、和睦し北畠具教が伊勢大河内城から退城する。織田信雄、北畠家の家督を相続する[623][633]。
- 10月6日 信長、伊勢神宮に参詣[623]。
- 10月17日 信長、岐阜より上洛も早々に帰国。
- 11月 伊賀で惣国一揆が成立[634][635]。
- 12月28日 信長、京都に撰銭令を発布[636]。

## 元亀年間

### 概説

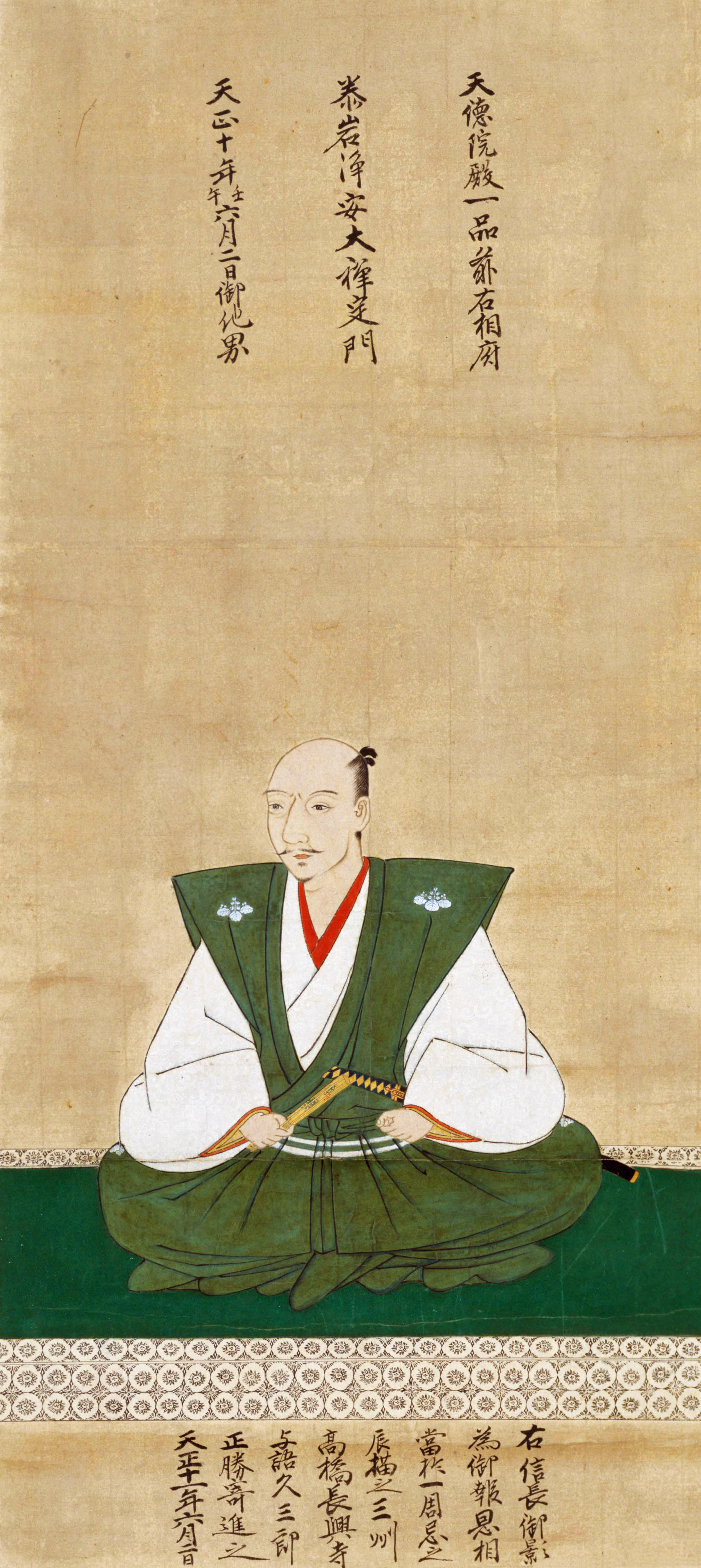
織田信長

義昭期幕府は足利義昭が天下の政治、織田信長は軍事とそれぞれで役割を分担のうえ統治されていた。しかし本圀寺の変後、信長は単独での将軍推戴に限界を感じ元亀元年（1570年）1月、各国の諸領主に触状を発し「武家御用」のため上洛を命じた。だが越前の朝倉義景はこれに応じず、同年4月、信長は朝倉氏の成敗に乗り出したが浅井長政の謀反により失敗に終わった。しかし6月には近江・野村で朝倉・浅井連合軍を徳川家康とともに撃破した。しかし敗れた義景は三好三人衆、浅井長政、本願寺・顕如とともに信長包囲網を形成し信長に対し抵抗を続けた。12月に勅命講和により一旦は和睦するものの、元亀3年（1572年）、義景は浅井氏、顕如に加え、甲斐守護の武田信玄も仲間に引きずり込み再び信長包囲網を形成した。信長は西方の本願寺と三好三人衆、東方の朝倉・浅井連合軍に挟撃され、同盟者の家康も遠江・三方ヶ原で信玄に大敗するなどし窮地に立たされた。しかし12月になって義景が越前に帰国したため、信長はひとまず危機を脱した。
義景の催促に応じて反信長の兵をあげた信玄は、越前に撤退してしまった義景を非難したが叛意させることは出来なかった。出兵の大義を失ってしまった信玄は自身の出兵を正当化させるため元亀4年（1573年）2月、将軍の足利義昭を反信長陣営に引き入れた。こうして信長に対して挙兵した義昭だが、信玄は元亀4年（1573年） 4月、信州・駒場の陣中で病没してしまい、7月には山城国・槙島で信長に敗れ義昭は京都から追放された。天正に改元後の8月には朝倉、浅井氏も信長の攻撃により滅亡。11月には河内・若江城の三好義継も信長配下の佐久間信盛に攻められて自害し、元亀の騒乱は終息した。

### 年表
永禄13年/元亀元年（1570年）
- 1月15日 別所長治ら播磨国衆、上洛し織田信長に出仕[641]。
- 1月23日 足利義昭と信長、「五箇条々書」を取り交わし双方の役割を確認する[642][622]。
- 1月23日 信長、諸国の大名・領主に触状を発し将軍への出仕を求める[643]。
- 4月14日 信長、足利義昭の二条御所完成を祝して能を催す。姉小路頼綱・徳川家康・畿内の大名ら出席[644]。

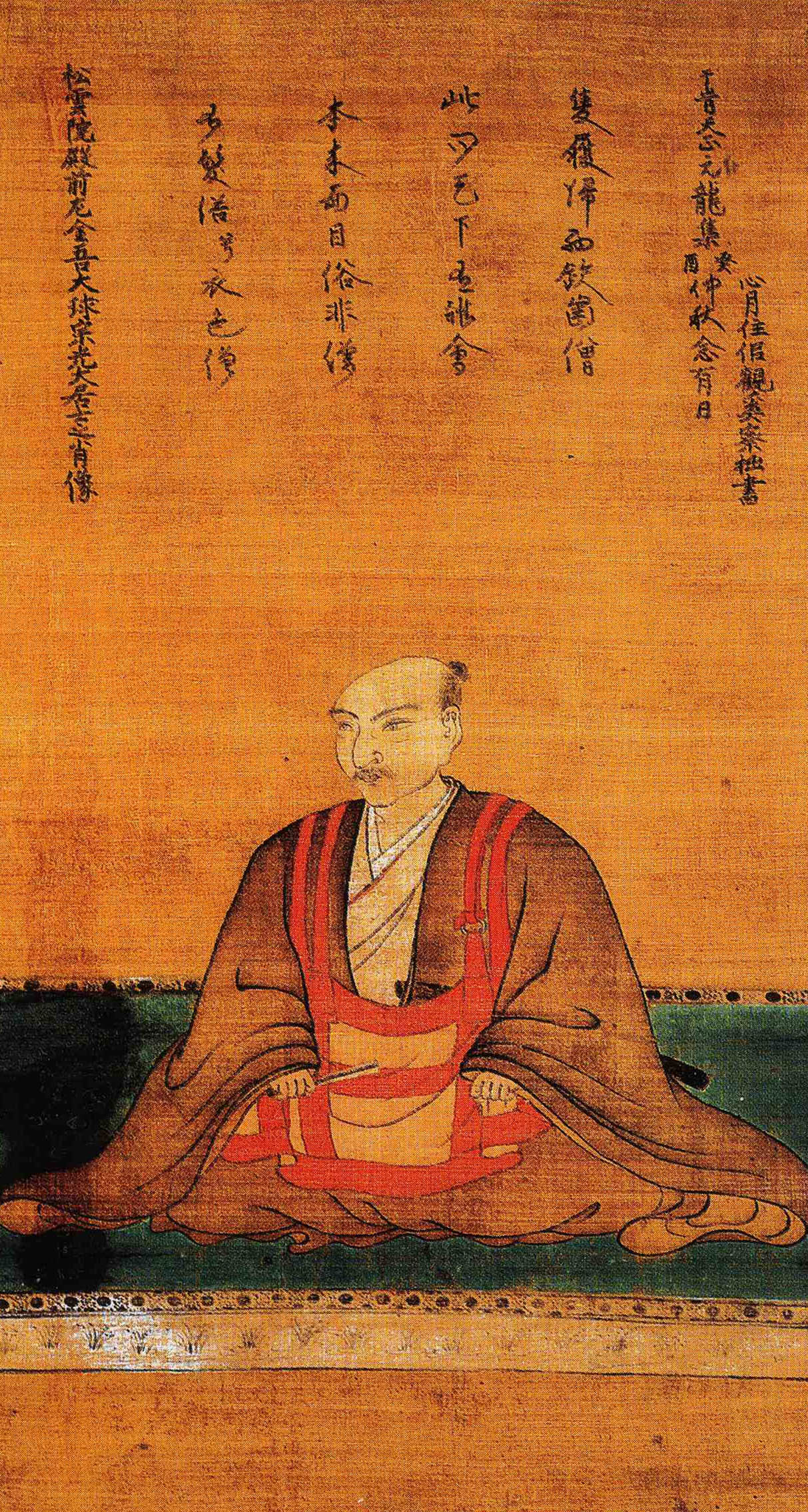
朝倉義景

- 4月20日 信長、越前に出兵。朝倉義景の成敗に乗り出す[644]。
- 4月23日 元亀改元。
- 4月25日 浅井長政、信長に謀反[645]。
- 4月30日 信長、浅井長政の裏切りにより越前から撤退[644]。
- 6月4日 野洲河原の戦い。信長軍、六角勢を退ける。
- 6月28日 野村の戦い。織田・徳川軍が朝倉・浅井軍を破る。
- 7月21日 三好三人衆、摂津に上陸（野田・福島の戦い）[646]。
- 8月 東大寺大仏殿の再建開始。

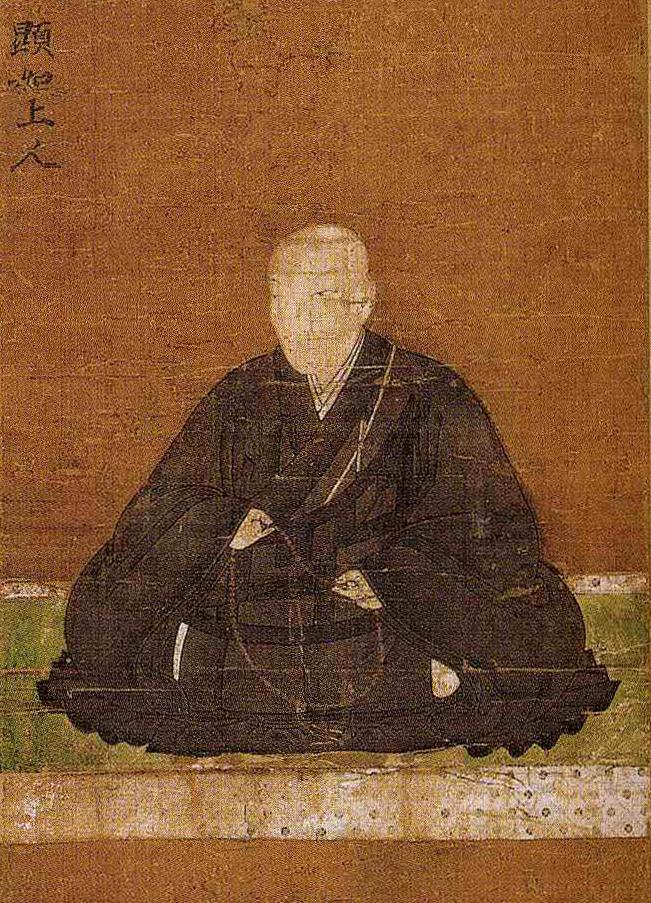
顕如

- 9月 義景の催促を受け、本願寺顕如、信長に反抗[640]。
- 9月12日 顕如、諸国の門徒に反信長の一揆を蜂起させる[92]。
- 9月20日 義景・長政、近江・坂本に進出（志賀の陣）[92]。
- 9月23日 義昭・信長、摂津から撤退[647]。
- 9月23日 幕府、京都に徳政令を発布する[648]。
- 10月 三好三人衆、南山城まで進出[647]。
- 10月20日 朝倉・浅井軍、京都郊外を放火[92]。
- 11月12日 信長、長政との和睦を拒否[649]。
- 11月21日 信長と三好三人衆・篠原長房、松永久秀の仲介で和睦[650][649]。
- 11月21日 信長と六角義賢が和睦[649][651]。
- 11月21日 伊勢・長嶋一向一揆、攻勢に出て織田信興を自害させる[644]。
- 12月13日 信長と義景、朝廷講和により和睦[652]。

元亀2年（1571年）
- 2月24日 浅井方の磯野員昌、佐和山城を開城し織田方に降伏[653][654][78]。
- 3月5日 細川藤孝、勝持寺に於いて「大原千句」を催す[655]。
- 4月3日  久我晴通、大徳寺禅僧・怡雲宗悦や薬師・吉田牧庵、絵師・狩野永徳、金工師・後藤徳乗ら「名人」と共に豊後国に下向[656]。
- 5月 織田信長の長嶋一向一揆征伐が失敗に終わる。
- 6月4日 松永久秀、義昭・信長から離反し三好三人衆と共に畠山昭高の河内・高屋城を攻撃[657]。
- 7月 京都で風流踊が流行。

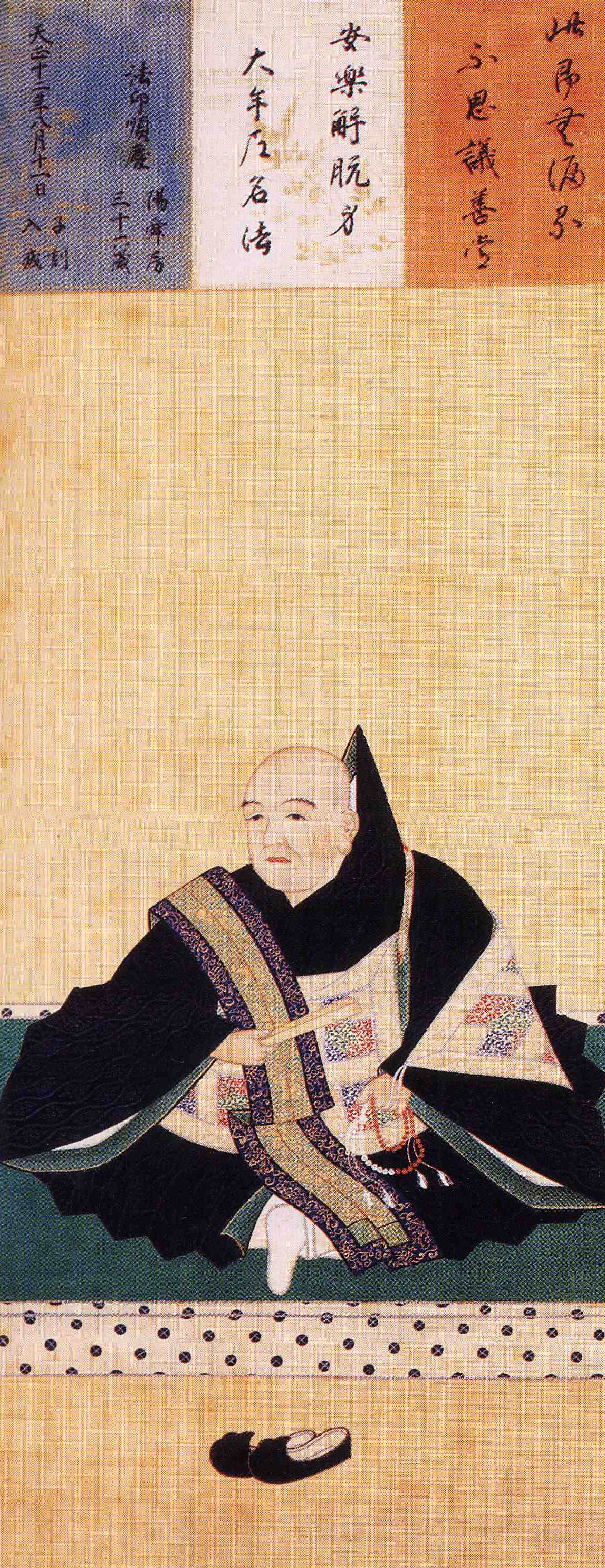
筒井順慶

- 8月4日 辰市城の戦い。松永久秀・三好義継、筒井順慶の辰市城を攻撃するが大敗を喫する[658][659]。
- 9月1日 久秀、摂津守護・和田惟政の摂津・高槻城を攻撃[660]。
- 9月12日 織田信長、比叡山焼き討ちを行う。
- 11月 但馬国守護・山名祐豊が丹波国に侵攻[661]。
- 12月 細川昭元、上洛し義昭に出仕。右京大夫を任官[662]。

元亀3年（1572年）
- 3月 足利義昭、洛中に織田信長邸の造営を始める[663]。
- 3月 信長、摂津・本興寺寺内町を安堵する[664]。
- 7月 信長、近江に侵攻し浅井氏を攻撃。朝倉義景、浅井氏支援のため近江に出陣[92]。
- 8月8日 前波吉継、義景から離反し信長に降る[665]。
- 8月 信長と本願寺・顕如、義昭と武田信玄の仲介により和睦。
- 9月 信長、近江・金森に楽市令を発布[666][667]。
- 10月3日 信玄、義景と顕如の催促に応じて信長打倒のため出陣[668][669]。
- 10月 義昭・信長、毛利氏・浦上氏・赤松氏3者間の和睦を仲介する[670]。
- 11月 三好三人衆方の安宅信康、幕府に降伏する[671]。
- 12月3日 義景、近江から撤退し越前に帰国[92]。
- 12月6日 三条西実枝、細川藤孝に古今伝授を行う[672]。
- 12月 信長、義昭に「異見十七ヵ条」を提示する。

元亀4年/天正元年（1573年）
- 1月27日 顕如、尾張・美濃・三河・遠江の門徒に蜂起を指示[673]。
- 2月13日 足利義昭、織田信長打倒のため挙兵[674]。
- 2月 信長、義昭を翻意させるため人質の提出と剃髪の意向を示す[657]。
- 2月 武田信玄、三河・野田城を攻略。
- 3月12日 信玄、甲斐へ撤退を始める。
- 3月29日 信長上洛する[675]。
- 3月 大山崎惣中、信玄に禁制を求める[676]。
- 3月 義昭、造営中の信長邸を破却[663]。
- 4月4日 信長、上京を焼き討ち[677]。
- 4月7日 義昭と信長、和睦に合意する[675]。
- 4月12日 信玄、信濃・駒場の陣中で病没。
- 4月27・28日 義昭と信長、和睦の起請文を交わす[675]。
- 5月22日 信長、近江・佐和山で大船を建造を開始する[678]。
- 6月23日 一条内基、大津御所体制構築を目的に土佐へ下向[679]。
- 6月25日 紀伊・南河内守護の畠山秋高、守護代の遊佐信教に殺害される[680]。
- 7月3日 義昭、再度挙兵。山城・槙島城に立てこもる[622]。
- 7月3日 佐和山で建造中の大船が完成[678]。
- 7月18日 信長、槙島城を攻撃。義昭降伏、追放される（槇島城の戦い）。

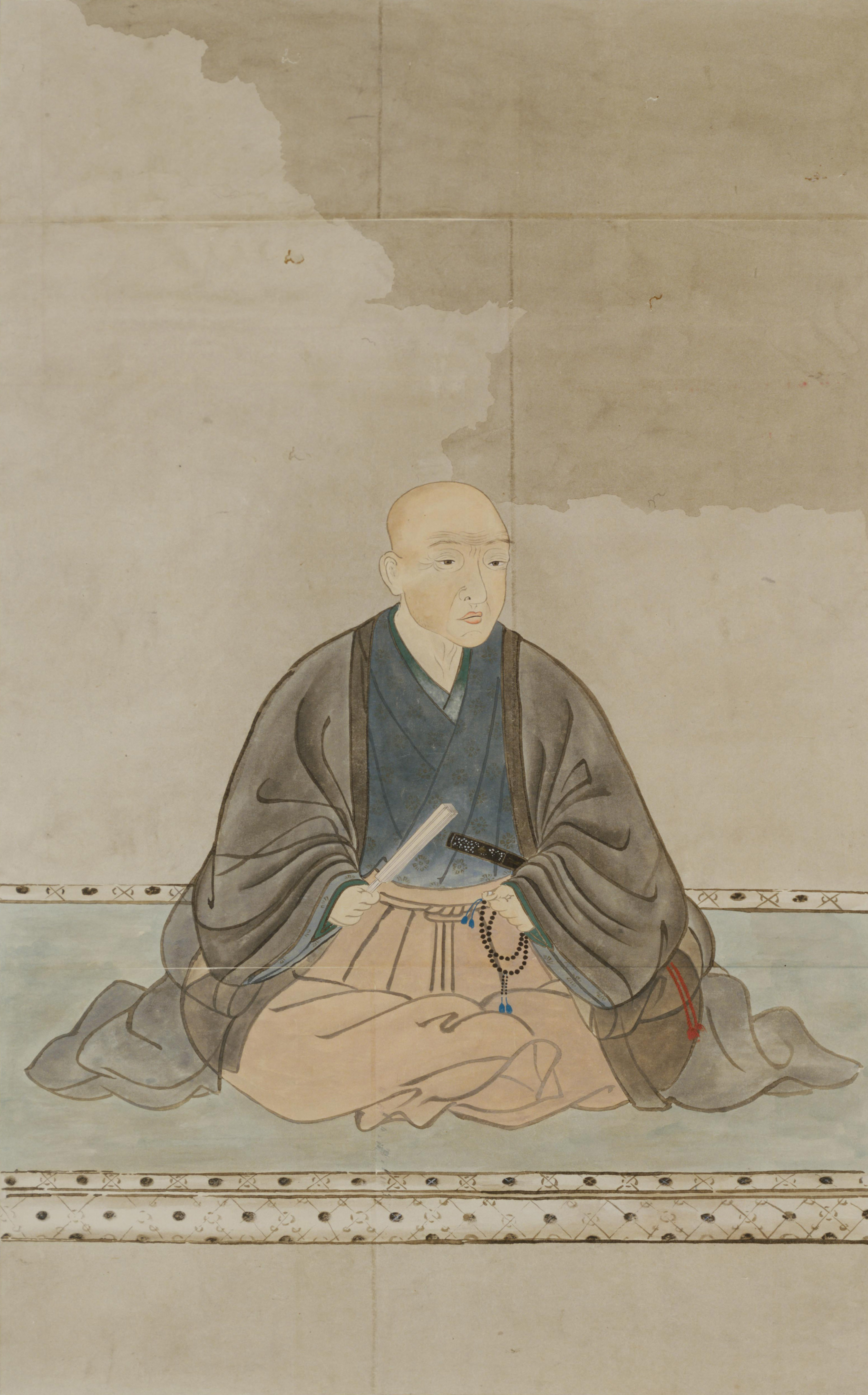
村井貞勝

- 7月21日 村井貞勝、信長より天下所司代に任命される[681]。
- 7月26日 信長、木戸城（清水山城）と田中城を攻撃。高島氏が降伏[678]。
- 7月28日 天正改元。
- 8月2日 織田勢、淀古城を攻撃。岩成友通討死（第二次淀古城の戦い）。
- 8月8日 阿閉貞征、浅井長政から離反し信長に降る[678]。
- 8月20日 信長、越前の朝倉義景を攻撃。義景自刃[682](一乗谷城の戦い)。
- 9月1日 信長、近江・小谷城を攻め浅井長政を滅ぼす(小谷城の戦い)。
- 9月 信長、再度長嶋一向一揆の征伐に乗り出すも失敗に終わる。
- 9月 織田方の柴田勝家、六角義治の拠る近江・鯰江城を攻略。義治退城[683]。
- 11月5日 信長、堺に羽柴秀吉を派遣。義昭と帰洛に向けた交渉を行う[682]。
- 11月16日 若江城の戦い。織田勢、三好義継を攻撃。義継自害。
- 12月26日 松永久秀・久通父子、信長に降伏する[684]。